# Яньтянь
Яньтянь (кит. упр. 盐田区, пиньинь Yántián Qū) — район городского подчинения города субпровинциального значения Шэньчжэнь (провинция Гуандун). Площадь — 74,91 км², население — 261,5 тыс. человек (наименее населенный административный район Шэньчжэня).

## География

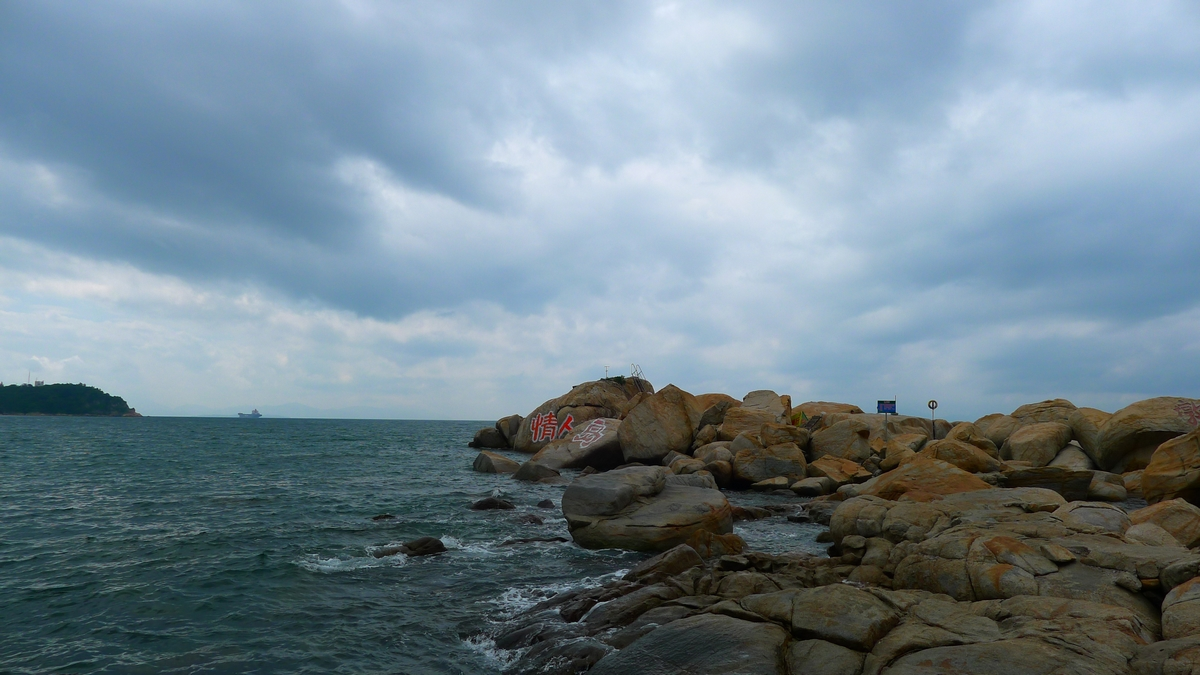
Побережье района

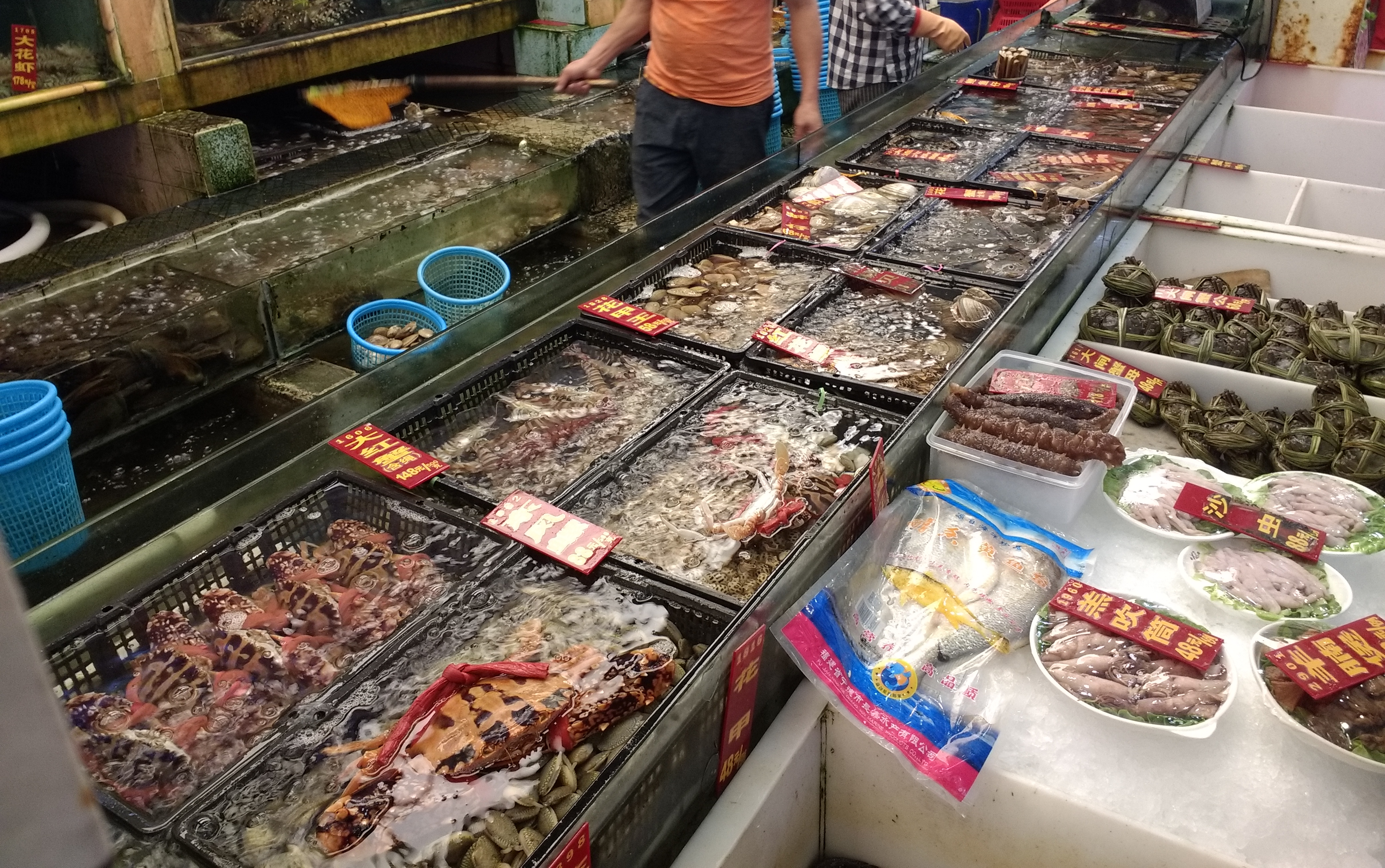
Рыбный ресторан в Яньтяне

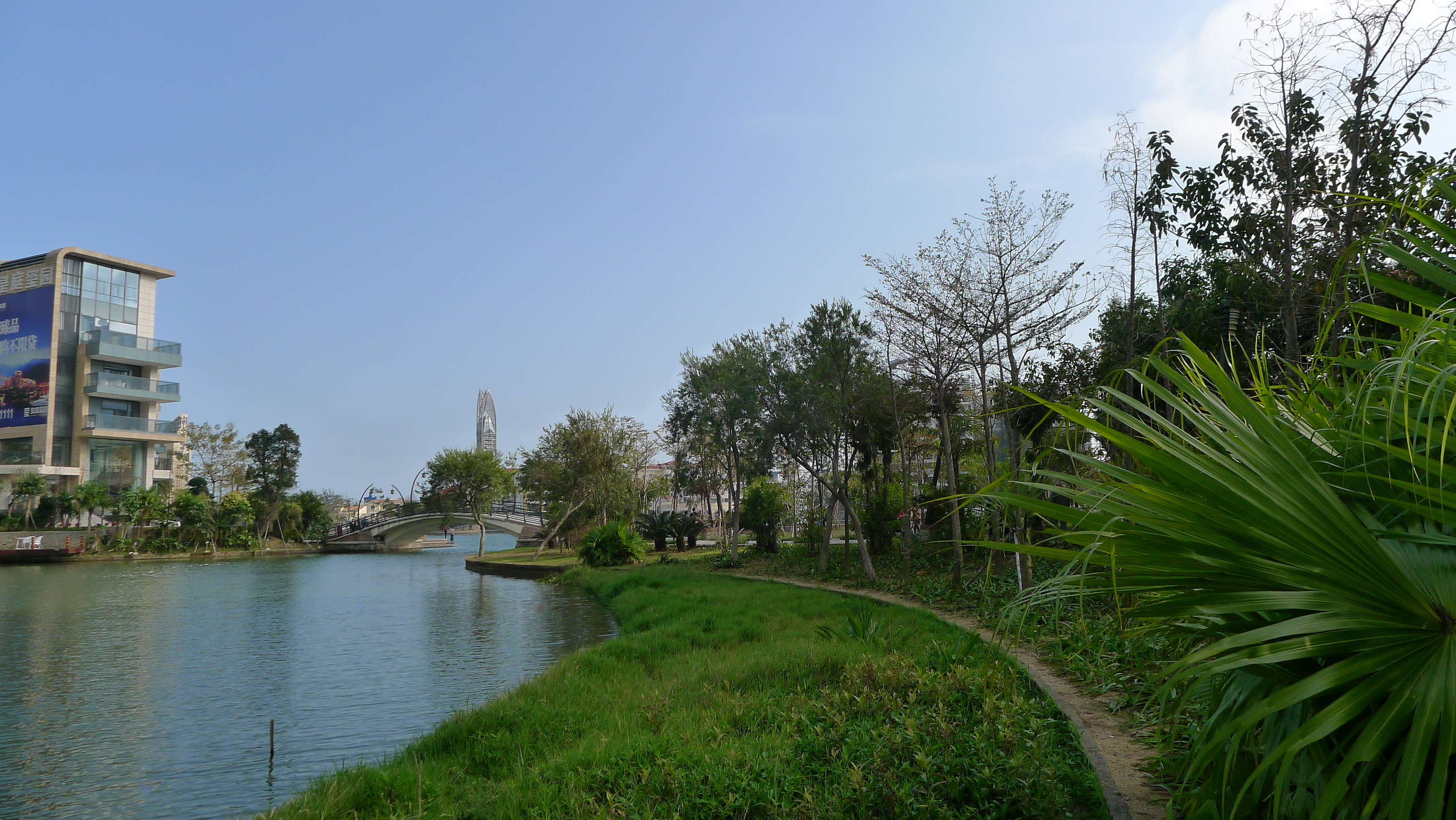
Сквер в Дамэйша

Яньтянь расположен в восточной части Шэньчжэня, в 12 км от центра города. Площадь района составляет 74,9 км². Рельеф местности холмистый, побережье изрезано бухтами и заливами. На западе Яньтянь граничит с районом Лоху, на северо-западе — с районом Лунган, на северо-востоке — с районом Пиншань, на востоке — с районом Дапэн, на юге — со специальным административным районом Гонконг (имеет с ним как сухопутную границу, так и морскую, в заливе Мирс-Бей).
Фактически Яньтянь делится на две части: на юго-западе расположена портово-промышленная зона, на северо-востоке — туристическо-рекреационная зона. Ландшафт района опускается с севера на юг, к побережью залива Мирс-Бей (Дапэн-Бей). В центральной части района расположена гора Мэйшацзянь (Meisha Jian) высотой 753 метра. С запада к Яньтяню примыкает гора Утун (Wutong или Wútóng Shān) высотой 944 метра. Площадь морской акватории составляет 250 км², длина береговой линии — 19,5 км.
В районе субтропический муссонный климат, среднегодовая температура составляет 22,2℃. Ежегодно с мая по сентябрь продолжается сезон дождей, годовое количество осадков колеблется от 1500 мм до 2500 мм. Преобладающее направление ветра в году — северное и северо-восточное. Имеются залежи гранита и песка. Вокруг скальных рифов обитает большое количество рыб, ракообразных, моллюсков и съедобных водорослей, в том числе карп, латес, сардина, аргус, бычеглаз, рыба-сабля, креветки и крабы.
Лесные массивы занимают в Яньтяне почти 48 гектаров, встречается около 1500 видов тропических сосудистых растений, включая семейства лавровые, чайные, пальмовые, миртовые, буковые, меластомовые, гамамелисовые, мальвовые, розовые, молочайные, падубовые, рутовые, астровые, орхидные, мальпигиевые, каперсовые, стилидиевые, ризофоровые, пандановые, осоковые и злаки. Среди редких семейств и видов в Яньтяне встречаются тутовые (Artocarpus hypargyreus), циатейные (Alsophila spinulosa), тисовые (аментотаксус), волчниковые (Aquilaria sinensis) и мараттиевые (Angiopteris robusta). Среди редких и охраняемых государством животных в районе Яньтянь водятся удавы, коршуны, ястребы, кукушки, панголины и циветы.
В Яньтяне общая площадь зелёных насаждений составляет 4824,4 гектара; площадь зелёных насаждений в застроенной зоне составляет 921,5 гектара (степень озеленения застроенной территории составляет 45,53 %); насчитывается около 60 парков общей площадью 2660 гектаров.

## История

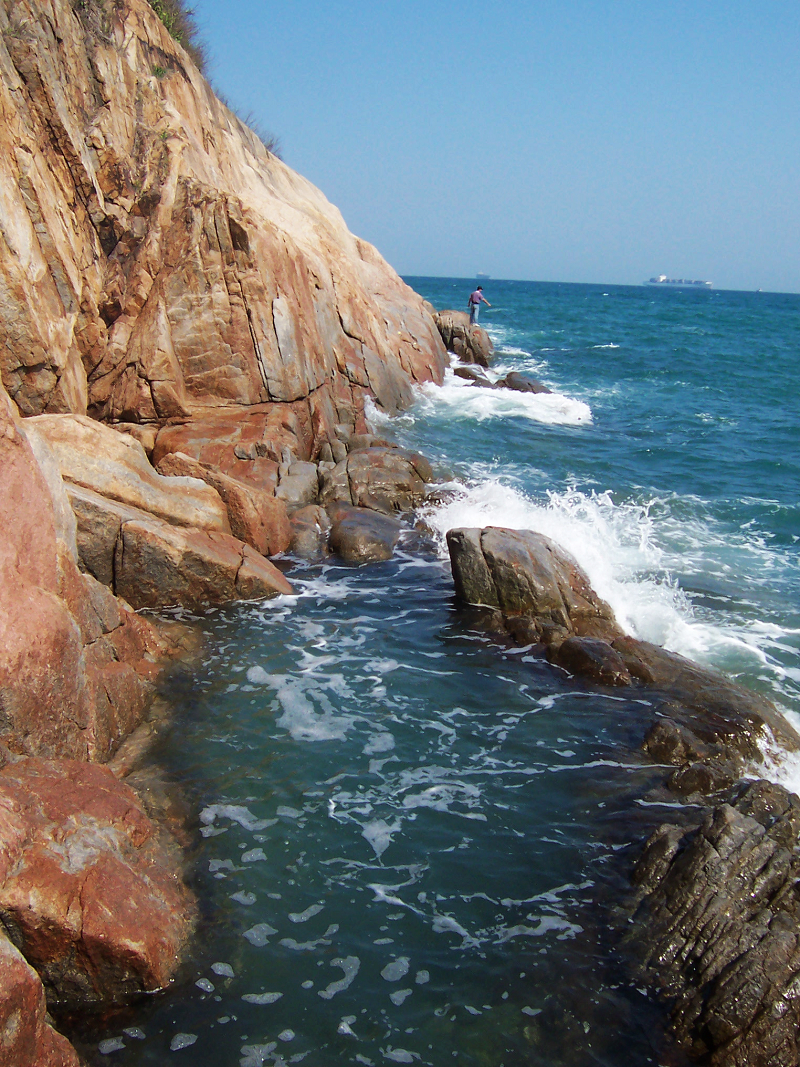
Скалистое побережье Яньтяня

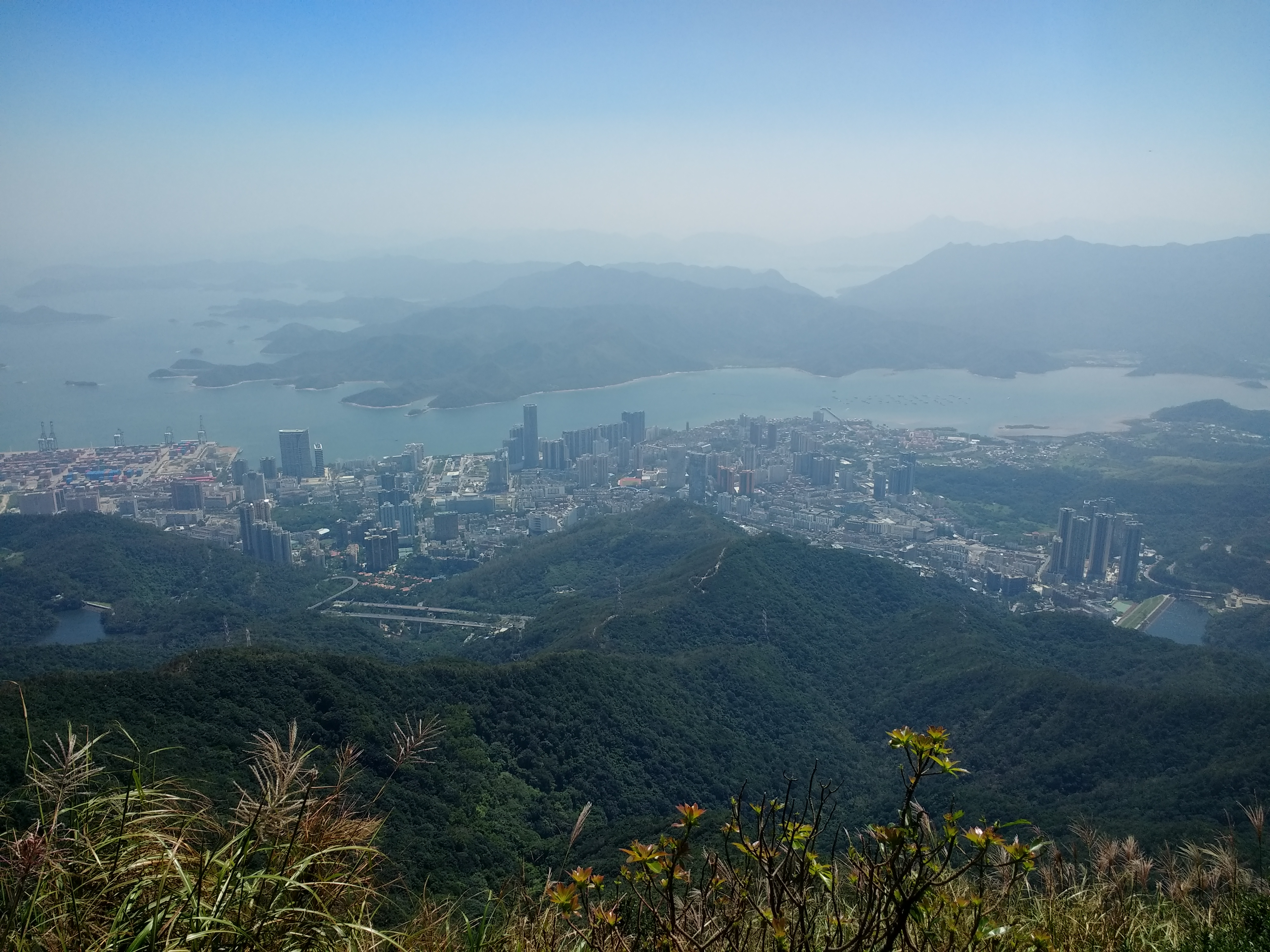
Вид на Яньтянь с горы Утун

В 214 году до н.э. император Цинь Шихуанди учредил в области Линнань округ Наньхай. Территория нынешнего Яньтяня долгое время входила в состав уезда Паньюй округа Наньхай, затем — в состав древнего царства Наньюэ. В 331 году, в правление цзиньского императора Чэн-ди, округ Наньхай был упразднён, а в дельте Жемчужной реки был учреждён округ Дунгуань со столицей в Наньтоу на территории современного района Наньшань. Территория Яньтяня вошла в состав уездов Баоань и Хойян.
В 590 году, в правление суйского императора Вэнь-ди, округ Дунгуань был упразднён, а уезд Баоань вошёл в состав новообразованного округа Наньхай со столицей в Наньтоу. В 757 году, в правление танского императора Су-цзуна, уезд Баоань был переименован в уезд Дунгуань.
В 1573 году, в правление минского императора Ваньли, уезд Дунгуань был упразднен, а на землях бывшего уезда Баоань был создан уезд Синьань со столицей в Наньтоу. В 1666 году, в правление цинского императора Канси, Синьань был включен в состав уезда Дунгуань. Однако в 1669 году уезд Синьань был восстановлен, а Яньтянь вошёл в состав деревенского района Гуйчэнсян.
В октябре 1900 года на землях Яньтяня и Пиншаня вспыхнуло Хойчжоуское восстание, организованное Сунь Ятсеном. В 1914 году Китайская республика провела реорганизацию административного деления: гуандунский уезд Синьань из-за путаницы с хэнаньским уездом Синьань был переименован в уезд Баоань. В период с 1924 по 1932 год была введена районная и деревенская система административного деления. В район Яньтянь входило две деревни — Шатоуцзяо и Яньтянь.
С 1933 года вся территория Яньтяня входила в состав деревни Дунхэ. В октябре 1949 года, после образования Китайской Народной Республики, деревни Шатоуцзяо, Яньтянь и Мэйша были подчинены юрисдикции уезда Хойян (нынешний район Хойян городского округа Хойчжоу). В апреле 1950 года деревня Яньтянь вошла в состав уезда Баоань, а позже была повышена до статуса района. В октябре 1958 года район Яньтянь перешёл под юрисдикцию коммуны Наньтяньмэнь. В 1959 году уезд Баоань был переименован в коммуну Саньчжоутянь, подчиненную Пиншаню, который входил в состав района Янтянь.
В январе 1979 года уезд Баоань был переименован в город Шэньчжэнь, а Яньтянь вошёл в состав района Лоху. В июне 1980 года был создан район Шатоуцзяо. В августе 1980 года была создана Шэньчжэньская особая экономическая зона, в состав которой была включена вся территория Яньтяня, кроме Саньчжоутяня. В октябре 1981 года уезд Баоань был восстановлен и получил юрисдикцию над территорией за пределами особой экономической зоны. В январе 1982 года был создан район Лоху для управления всей особой зоной, и Янтянь также оказался под его юрисдикцией.
В сентябре 1982 года Шатоуцзяо отделился от района Луоху. В июне 1983 года в составе Особой экономической зоны Шэньчжэня были созданы четыре районных офиса, включая Лоху, Шанбу, Наньтоу и Шатоуцзяо. В январе 1990 года были упразднены пять старых районных администраций, включая Лоху, Футянь (бывший Шанбу), Наньтоу, Шэкоу и Шатоуцзяо, вместо которых были созданы три муниципальных района — Лоху, Футянь и Наньшань (Шатоуцзяо вошёл в состав района Лоху).
В 1994 году открылся контейнерный порт Яньтянь. 7 ноября 1997 года по решению Госсовета Китая посёлок Шатоуцзяо вместе с деревнями Мэйша и Яньтянь были выделены из района Лоху и образовали район Яньтянь. 16 февраля 1998 года были созданы Янтяньский районный комитет КПК и Янтяньское районное правительство. 30 марта того же года состоялась официальная церемония открытия района Яньтянь. 28 октября 2020 года в районе открылась первая линия метрополитена.

## Административное деление

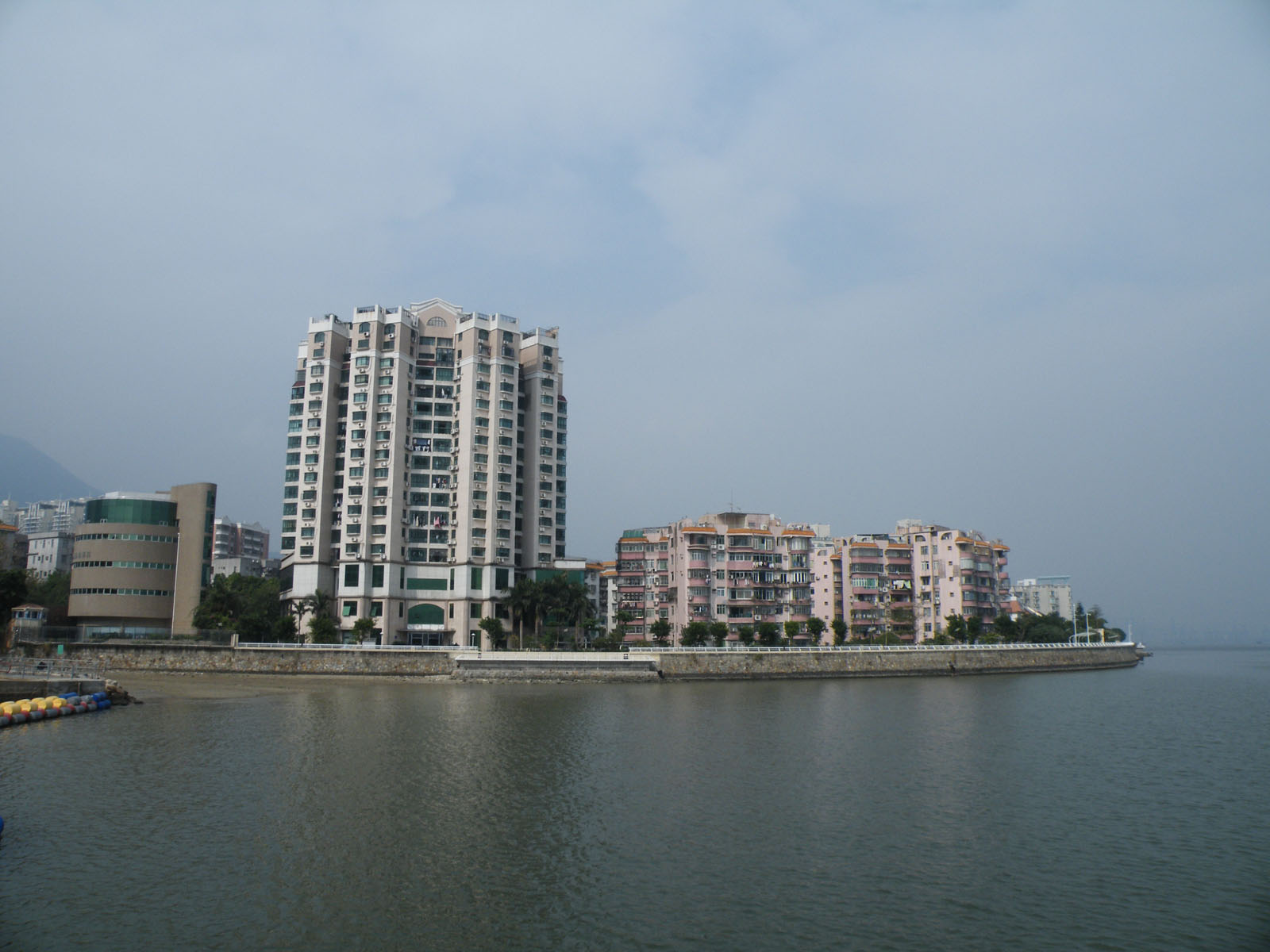
Шатоуцзяо

Район делится на четыре уличных комитета:
- Мэйша (Meisha Subdistrict, 梅沙街道) — основан в марте 1998 года, площадь 16,89 км².
- Хайшань (Haishan Subdistrict, 海山街道) — основан в июне 2002 года, площадь 5,57 км².
- Шатоуцзяо (Shatoujiao Subdistrict, 沙头角街道) — основан в июне 2002 года, площадь 6,6 км².
- Яньтянь (Yantian Subdistrict, 盐田街道) — основан в марте 1998 года, площадь 43,57 км².

Правительство и другие органы власти района Яньтянь расположены в Хайшане. Жители Шатоуцзяо могут проходить в Гонконг через контрольно-пропускной пункт круглосуточно, жители остальных уличных комитетов — только в рабочие часы.

## Население

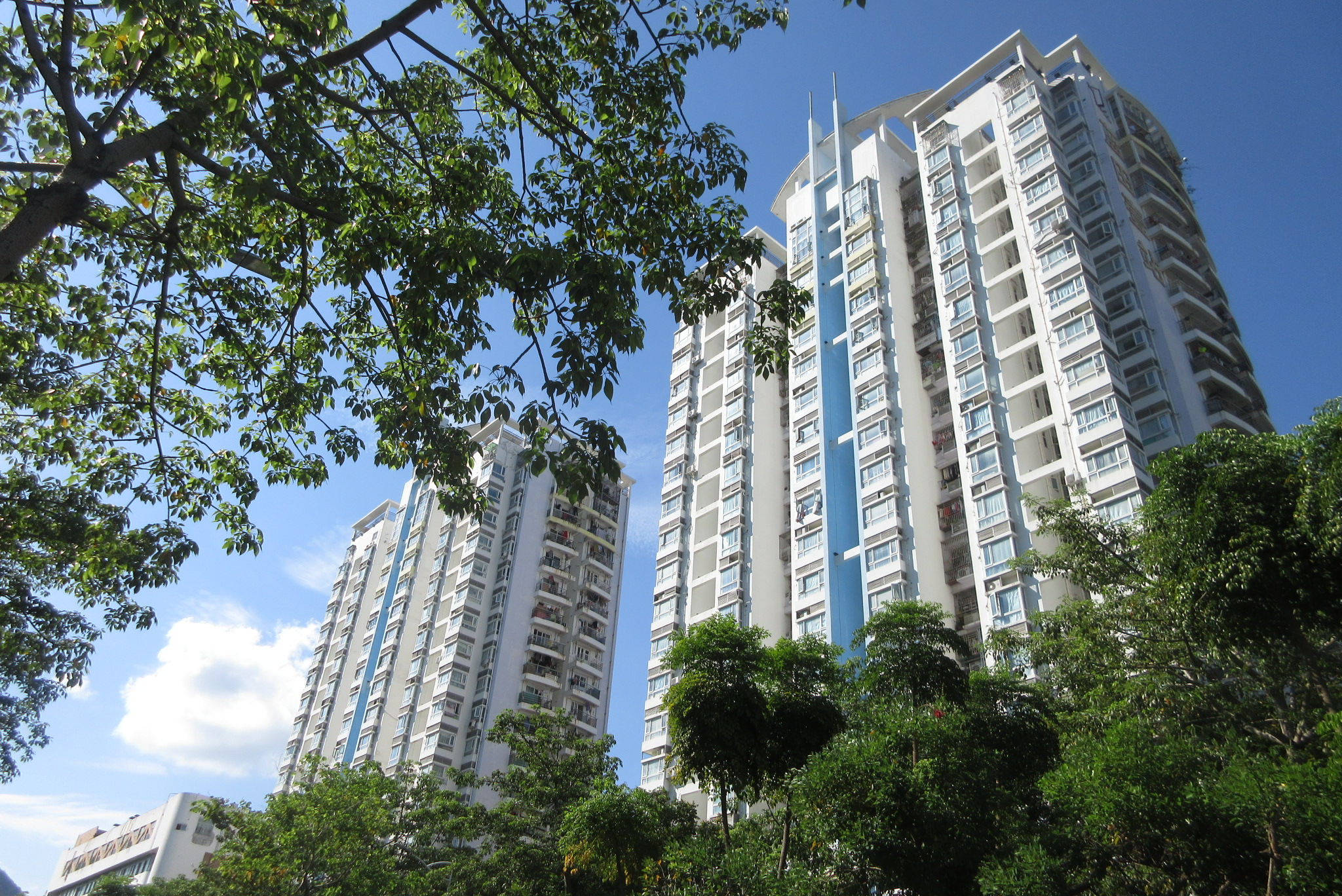
Жилой квартал

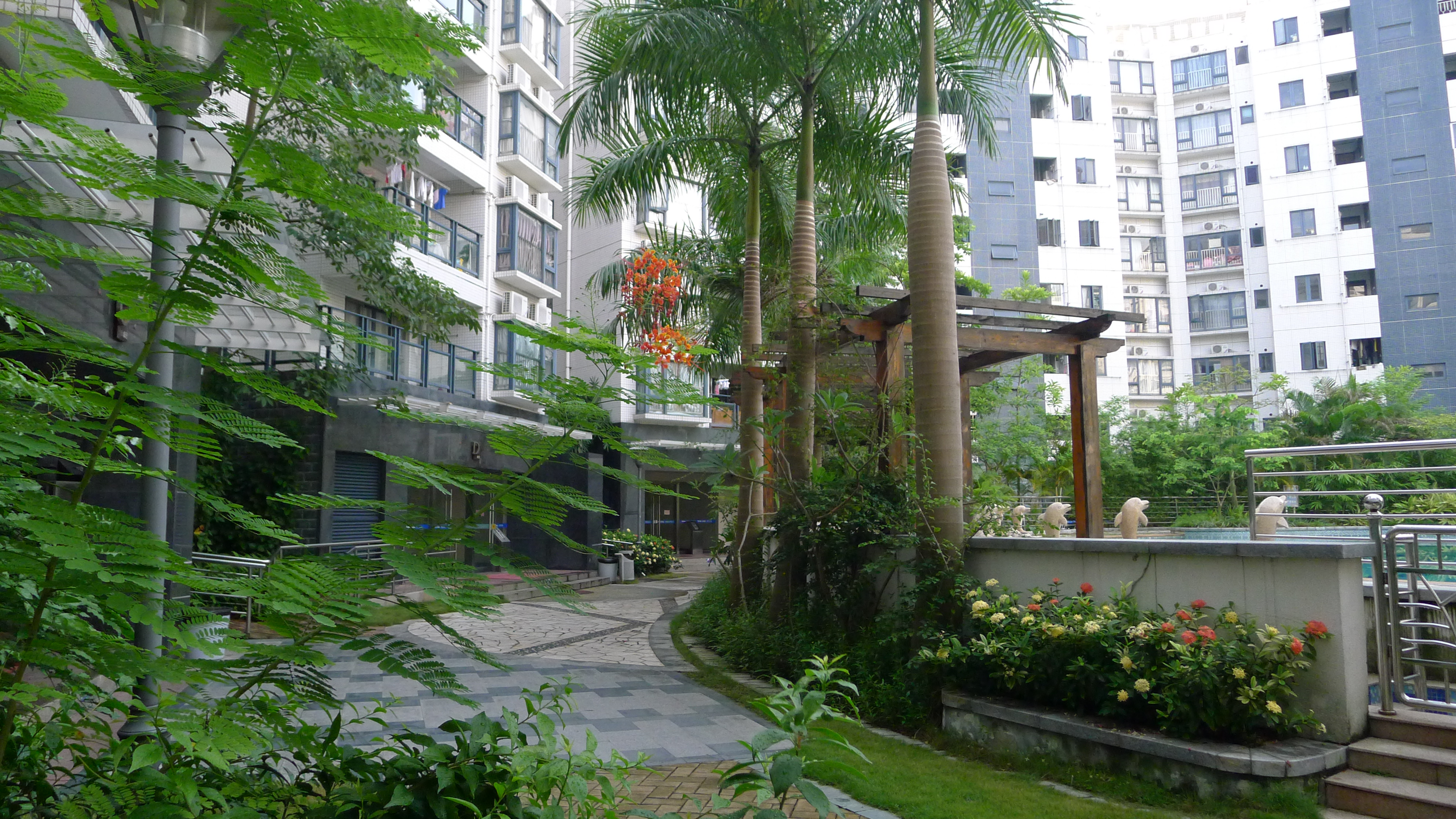
Жилой квартал

По состоянию на конец 2019 года постоянное население района Яньтянь составляло 243,6 тыс. человек, что на 0,3 % больше, чем в 2018 году; в 2022 году — 261,5 тыс. человек. Среди них зарегистрированное население составляло 79,9 тыс. человек, что на 6 % больше, чем в 2018 году. Незарегистрированное население составляло 163,7 тыс. человек, что на 2,3 % меньше, чем в 2018 году. Рождаемость населения в районе Яньтянь составляла 20,6 %, смертность — 2 %, естественный прирост населения — 18,7 %.
В 2019 году располагаемый доход на душу населения составлял 62 398 юаней с годовым ростом на 9 %. Потребительские расходы жителей района на душу населения составили 41 298 юаней с ростом в годовом исчислении на 6,9 %. Коэффициент Энгеля был равен 29,4 %.
По состоянию на конец 2019 года количество занятых составляло 63 тыс. человек, что на 5,8 % больше, чем в 2018 году. Из них в сфере услуг работало 44,2 тыс. человек (+ 11,9 %), в обрабатывающей промышленности было занято 18,85 тыс. человек (- 6,3 %). Среднегодовая заработная плата полностью занятых сотрудников составляла 774 558 юаней, увеличившись на 17,3 % в годовом исчислении.
Основное население Яньтяня — ханьцы, говорящие на локальном варианте кантонского диалекта. Кроме того, в райне проживает много трудовых мигрантов из Северного Китая, говорящих на путунхуа. Имеются небольшие общины хакка и экспатов.

## Экономика
Основные отрасли экономики района Яньтянь — морские перевозки, логистика, складское хозяйство, туризм, ювелирная промышленность, биотехнологии, фармацевтика, медицинские услуги, электроника, энергетическое оборудование и розничная торговля. Через порт Яньтяня проходит более половины контейнеров Шэньчжэня.

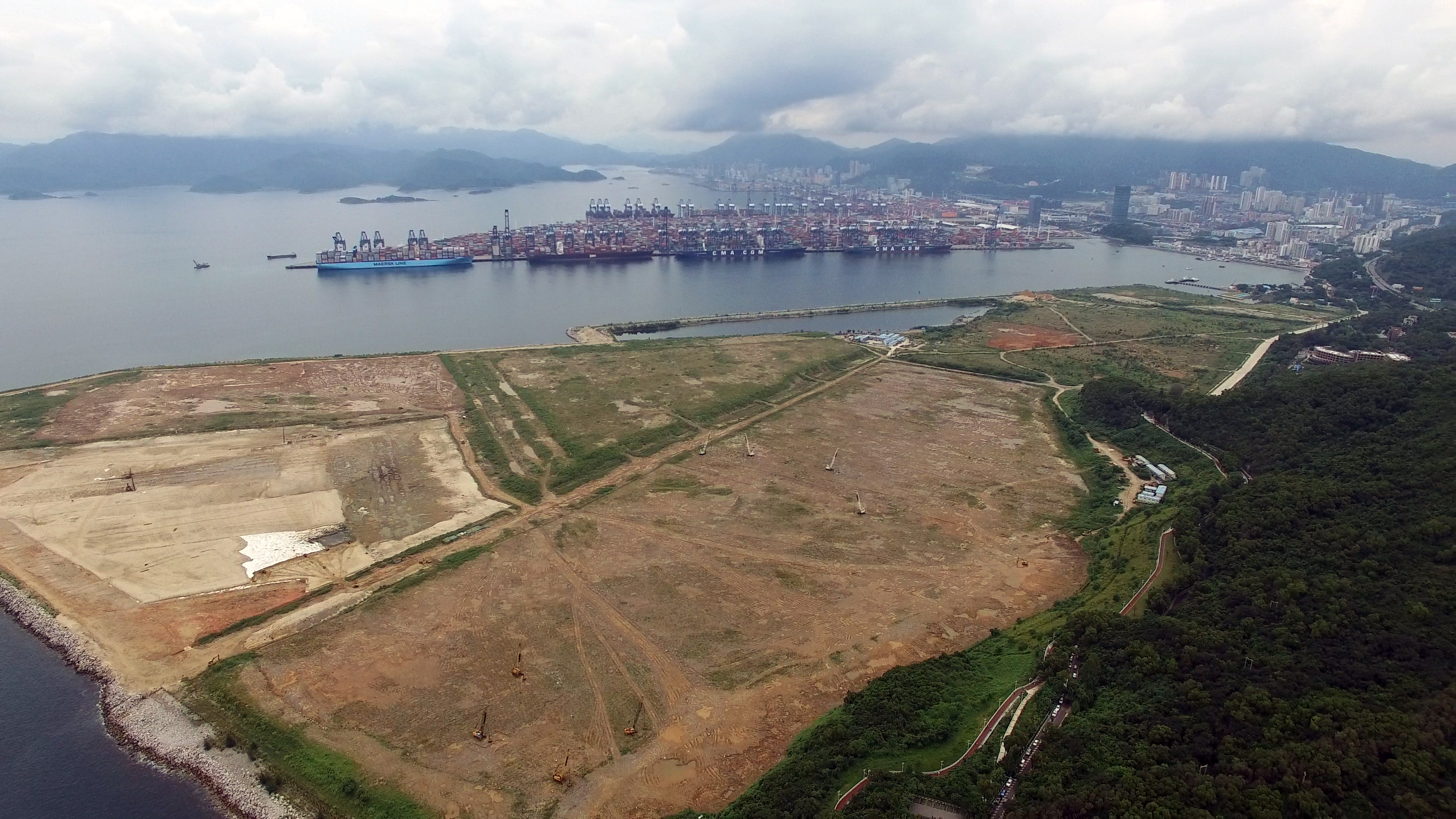
Намывные территории возле порта

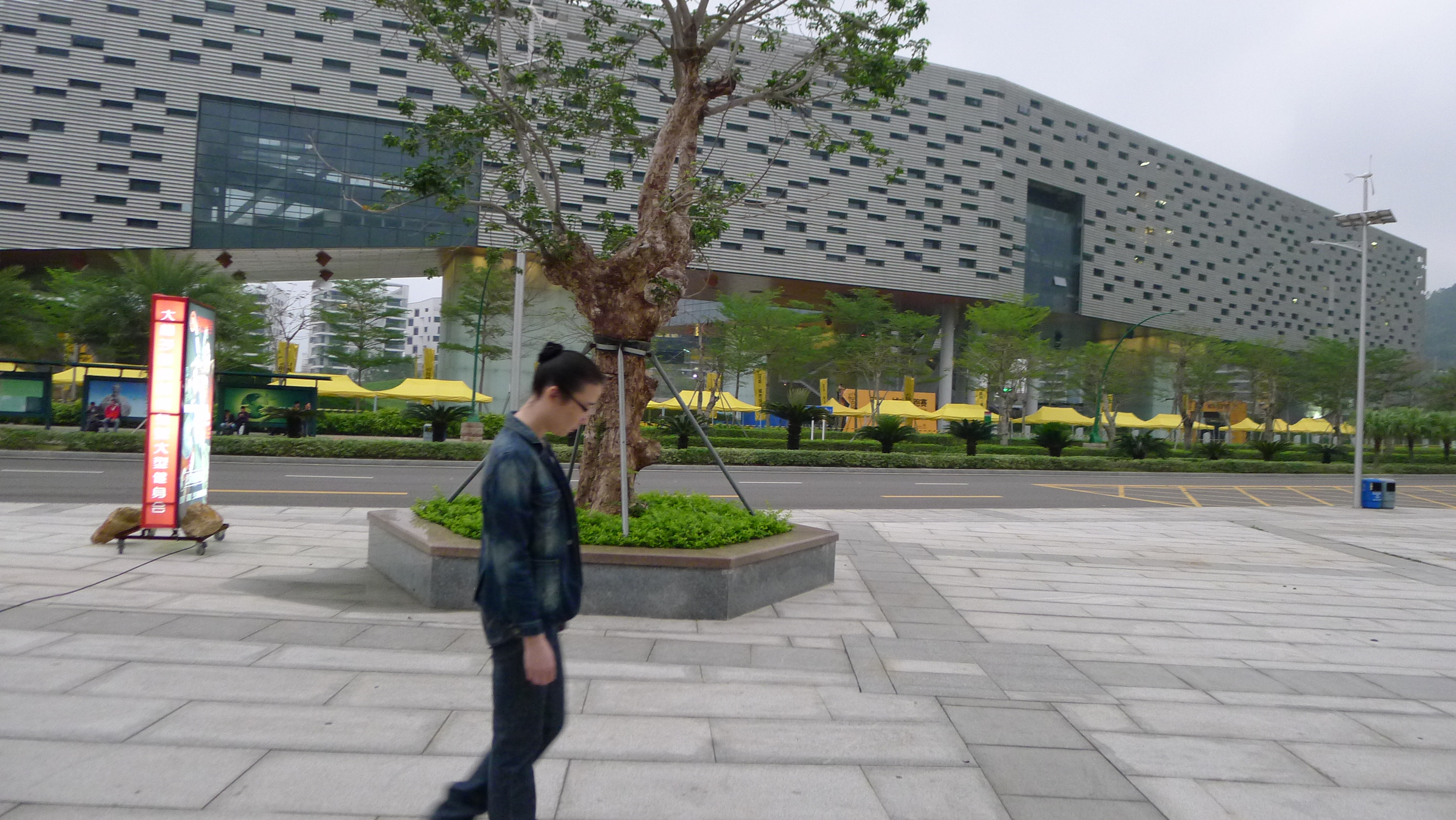
Штаб-квартира компании China Vanke

По итогам 2019 года валовой региональный продукт вырос на 8,2 % по сравнению с 2018 годом и составил 656,4 млрд юаней; по размеру ВРП Яньтянь занял третье место среди районов Шэньчжэня. Доходы государственного бюджета увеличились на 8,9 %; налоговые поступления — на 13,1 % (первое место в городе по темпам роста); инвестиции в основной капитал — на 10,7 %; общий объём розничных продаж потребительских товаров — на 7,8 % (второе место в городе по темпам роста); общий объём импорта и экспорта — на 5 %; добавленная стоимость промышленного сектора — на 4 %; общий доход от туризма — на 10,6 %.
В 2019 году объём первичного сектора составил 266 млн юаней (+ 18,2 %); объём вторичного сектора — 8,33 млрд юаней (+ 2,2 %), в том числе промышленности — 6,72 млрд юаней (+ 4 %) и строительного сектора — 1,68 млрд юаней (-6,4 %); объём третичного сектора — 572,8 млрд юаней (+ 9,2 %).
В районе Яньтянь базируются компании China Vanke (недвижимость), Shenzhen Yantian Port Group (портовые и логистические услуги), BGI Group (геномика и биотехнологии), YuceBio Technology (биотехнологии и иммунодиагностика), GeneWell Biotechnology (биотехнологии и молекулярная диагностика) и Xirui Biotech (биотехнологии). Кроме того, в районе расположены предприятия компаний Chow Tai Fook, Batar Investment Holding и Yue Hao Jewellery (ювелирные изделия), Malong Technologies (искусственный интеллект).
Розничная торговля представлена торговыми центрами Dameisha Outlets Shopping Village и One Mall, сетевыми магазинами Vanguard, 7-Eleven, Easy Joy и Baibaihui, а также рынком мяса и овощей Гуанбэй и пограничной торговой улицей Чун-Ин. 

### Коммунальное хозяйство
В 2015 году из общей площади района в 74,91 км² площадь застройки составила 22,82 км². Общее потребление электроэнергии в 2015 году составило 955 млн кВт⋅ч (+2,1 % в годовом исчислении). На промышленность пришлось 226 млн кВт⋅ч или 23,6 % от общего потребления электроэнергии; на бытовых потребителей — 236 млн кВт⋅ч или 24,7 % от общего потребления; на коммерческие структуры и других потребителей — 493 млн кВт⋅ч или 51,7 % от общего потребления. Суммарная годовая подача воды достигла 28,48 млн кубометров. Общий объём сброса сточных вод достиг 28,66 млн тонн, а степень централизованной очистки городских сточных вод составила 98 %. 

### Туризм

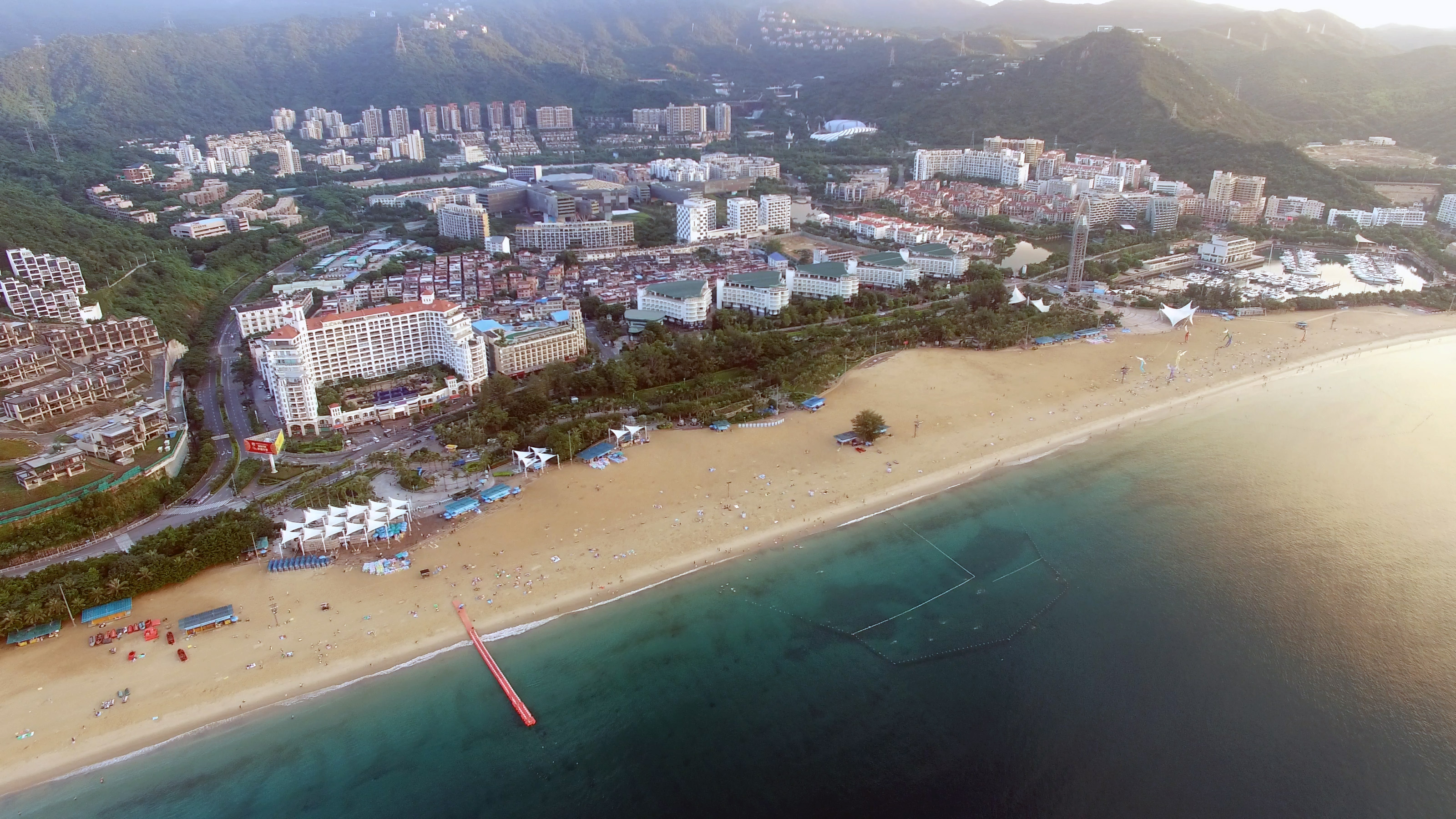
Пляж Дамэйша

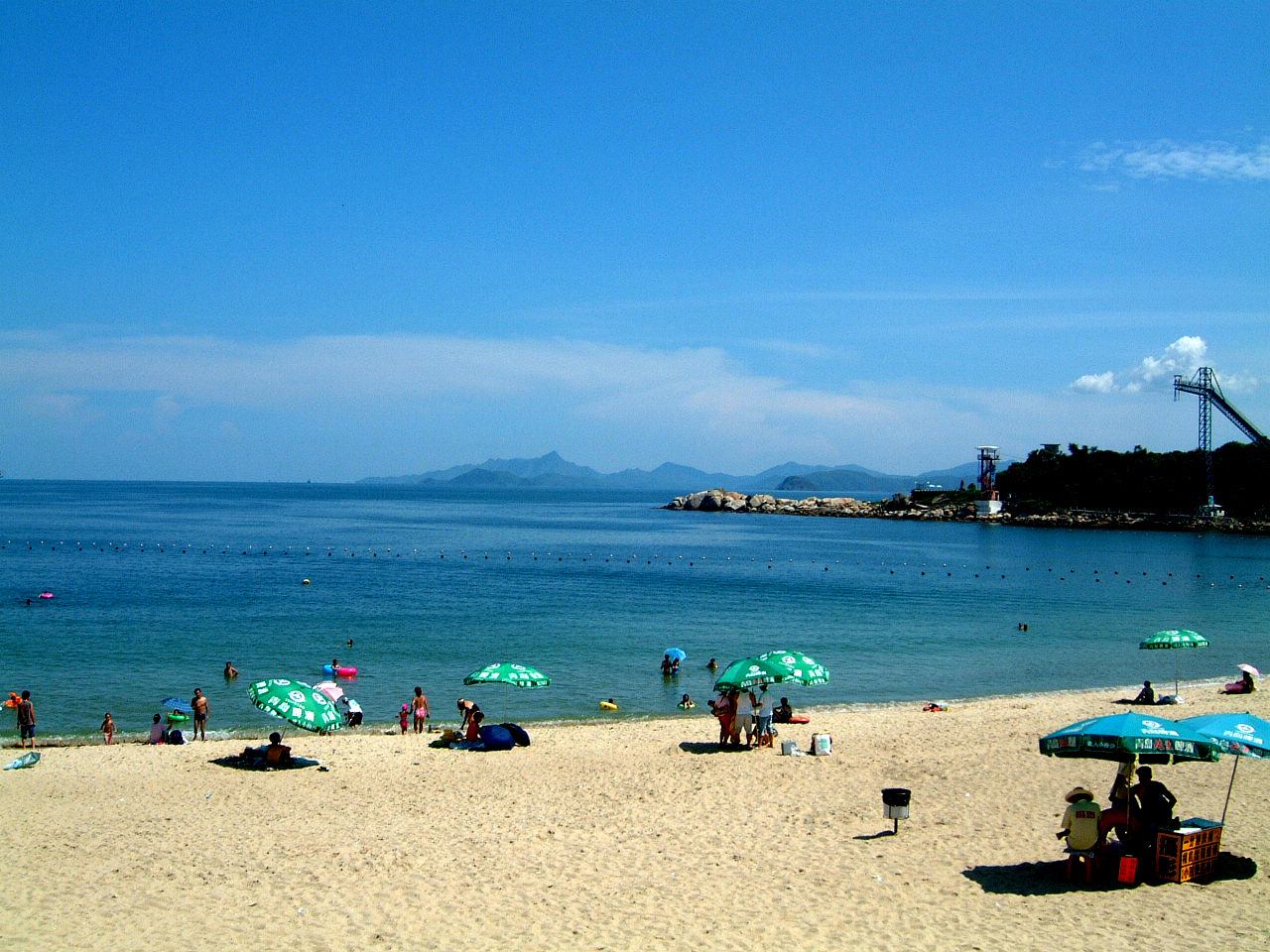
Пляж Сяомэйша

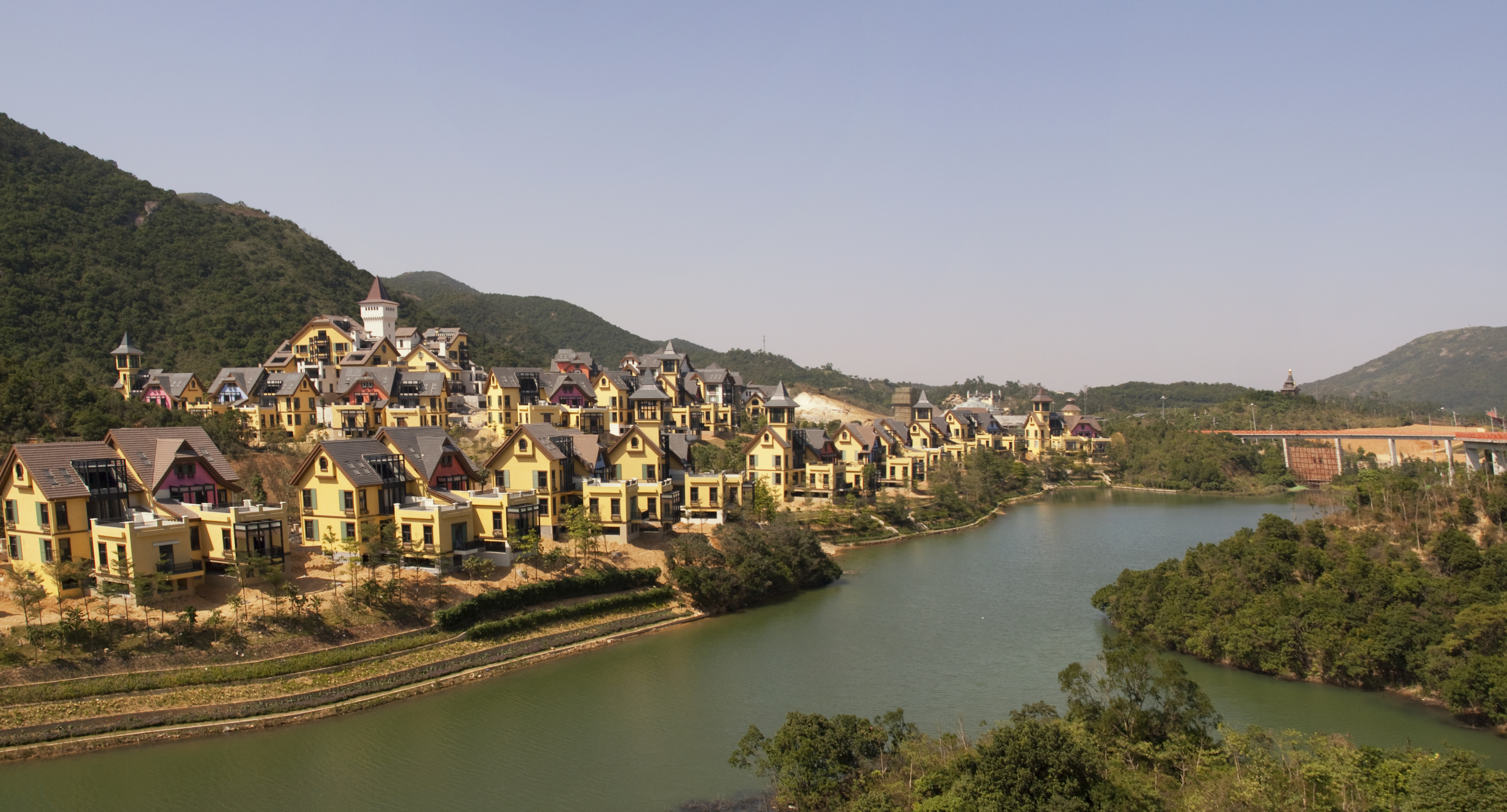
Отель Interlaken

По итогам 2019 года общий доход от туризма впервые преодолел отметку в 10 млрд юаней, достигнув 10,164 млрд юаней. В районе Яньтянь расположены одни из самых популярных туристических и рекреационных достопримечательностей города Шэньчжэнь:
- Пляж Дамэйша протяжённостью 1800 метров открылся для публики в 1999 году. К пляжу примыкают набережная, парковая зона, «Башня желаний», площадка для барбекю, многочисленные аттракционы, рестораны, бары, магазины, причалы для яхт и отели (в том числе Sheraton, InterContinental, Kingkey Palace, Meisha International Grand Hotel, La Waterfront, Airland Therapedic Hotel и ZTE Hotel)[23].
- Пляж Сяомэйша расположен в 4 км восточнее пляжа Дамэйша и знаменит своими водными развлечениями. К пляжу примыкают набережная, площадка для барбекю, отели, рестораны и морской тематический парк Shenzhen Ocean World, открывшийся в 1998 году[24][25].
- Курортно-развлекательный парк Oversea Chinese Town East (OCT East) открылся в 2007 году севернее пляжа Дамэйша. В состав комплекса входят: 
  - «Рыцарская долина» с водопадом, аквапарком, различными аттракционами, смотровой площадкой на холме и Seafield Village в американском стиле;
  - «Долина чайного ручья» с болотными угодьями, ботаническим садом, цветочными полями, чайным садом Саньчжоу, «Древним чайным городом», Interlaken Town в швейцарском стиле и комплексом Interlaken Spa на горячих источниках;
  - Спортивный парк «Долина ветров» с гольф-клубом;
  - «Долина фламинго» с птичьими вольерами;
  - Также в OCT East располагаются буддийский храм Хуасин с гигантской статуей Гуаньинь и садом, центр конференций, театр под открытым небом, туристический колледж, отели Oasis O.City, Parkview O.City, OCT East Horizon, Interlaken Town House и Interlaken Express, многочисленные рестораны, кафе и магазины. В парке регулярно проводят красочные шоу и представления[26][27][28].

### Зонирование

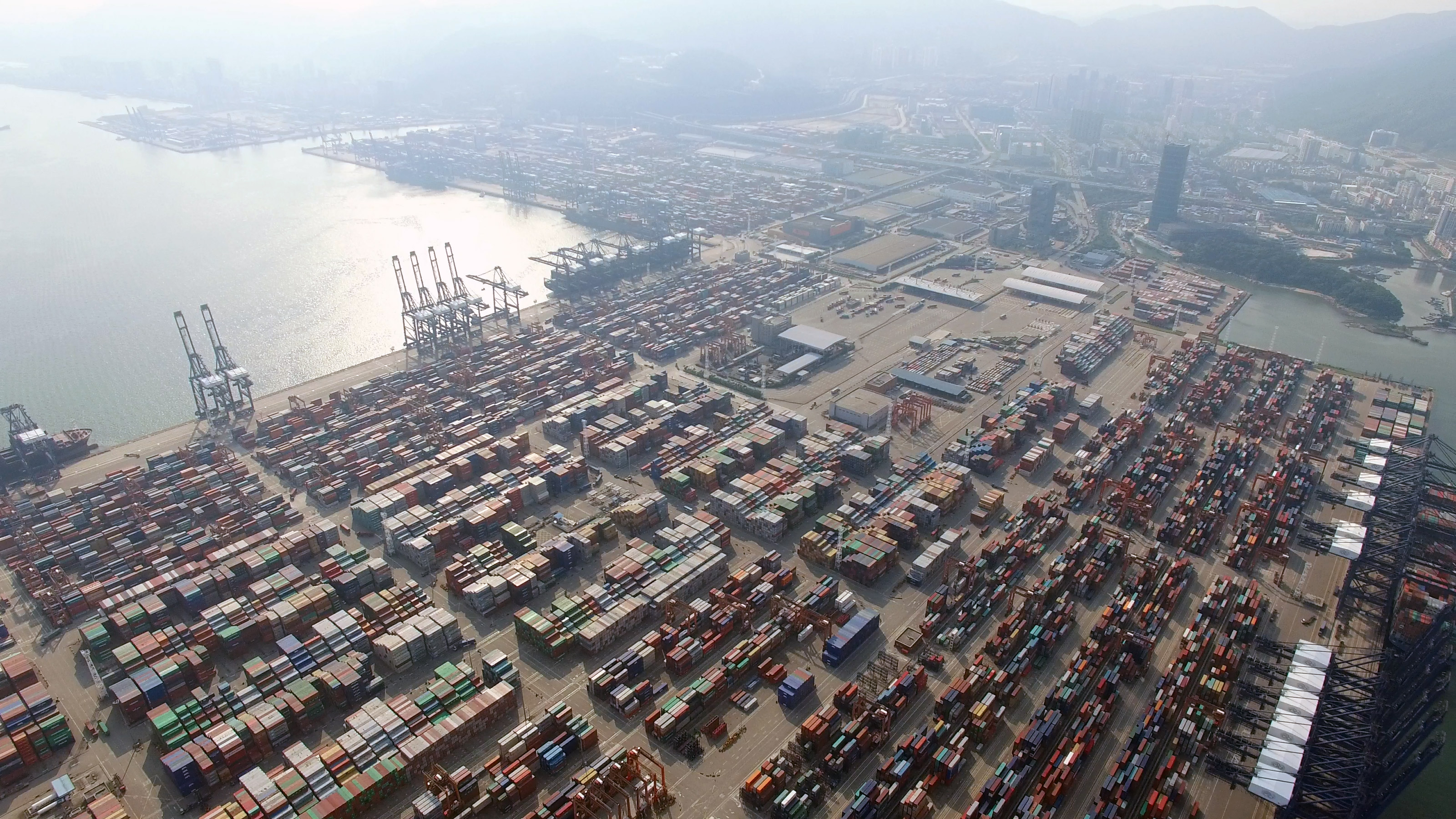
Порт Яньтянь

- Зона свободной торговли Шатоуцзяо (Shatoujiao Free Trade Zone) была основана в 1987 году. Она специализируется на внешней торговле, складском хозяйстве и логистике.
- Зона свободной торговли порта Яньтянь (Yantian Port Free Trade Zone) была основана в 1996 году. Она специализируется на грузовом судоходстве, внешней торговле, складском хозяйстве и логистике.
- Бондовый логистический парк порта Яньтянь (Yantian Port Bonded Logistics Park) был основан в 2005 году. Он специализируется на упаковке, полиграфии, обработке сырья, складском хозяйстве и логистике, внешней торговле и дистрибуции.
- Промышленный парк здравоохранения (DBH Life Sciences & Health Industrial Park) специализируется на биотехнологиях, клеточной и генной терапии, медицинском оборудовании и услугах[29].
- Промышленная зона Бэйшань (Beishan Industrial Zone) специализируется на ювелирных изделиях, биотехнологиях и электронике.
- Международный промышленный парк водородной энергетики (Yantian International Science and Technology Zero-carbon Town) специализируется на чистом энергетическом оборудовании и транспортных средствах[30].

## Транспорт

### Морской
Ключевым элементом портовой зоны Яньтянь является международный контейнерный терминал (Yantian International Container Terminals), насчитывающий 20 глубоководных причалов. Терминал находится в совместном управлении государственной компании Shenzhen Yantian Port Group и частной гонконгской компании Hutchison Port Holdings.
В порту также имеются складские комплексы компаний DHL, United Parcel Service, Maersk, Nippon Express, Flexport, Kerry Logistics, Shenzhen Yantian Port Logistics Company и Richest Link Logistics, лоцманская станция и станция заправки судов сжиженным природным газом. Железнодорожная ветка связывает порт с железной дорогой Гуанчжоу — Шэньчжэнь.
В 2019 году грузооборот порта Яньтянь составил 13,07 млн TEU, что на 0,7 % меньше, чем в 2018 году. Морской порт Яньтяня тесно связан с морскими портами Дунгуаня и Хойчжоу. Из Яньтяня ходят регулярные паромы в район Дапэн. Из портов Шатоуцзяо и Мэйша ходят пассажирские паромы и туристические суда в Гонконг.
Имеется регулярное грузовое сообщение с Роттердамом (перевозка нефтепродуктов и жидкого водорода).

### Железнодорожный
Район обслуживает 8-я линия метро, связывающая Яньтянь с районом Лоху и далее от станции Ляньтан со 2-й линией до делового района Наньшань (одни составы 8-й линии ездят до станции Ляньтан, другие следуют далее, проезжая по маршруту 2-й линии до станции Чивань). 8-я линия протяжённостью 12,36 км открылась в октябре 2020 года.
Важное значение имеют грузовые железнодорожные перевозки, связывающие порт Яньтянь с Чунцином и Гонконгом, а также с Центральной Азией, Восточной и Западной Европой.

### Автомобильный

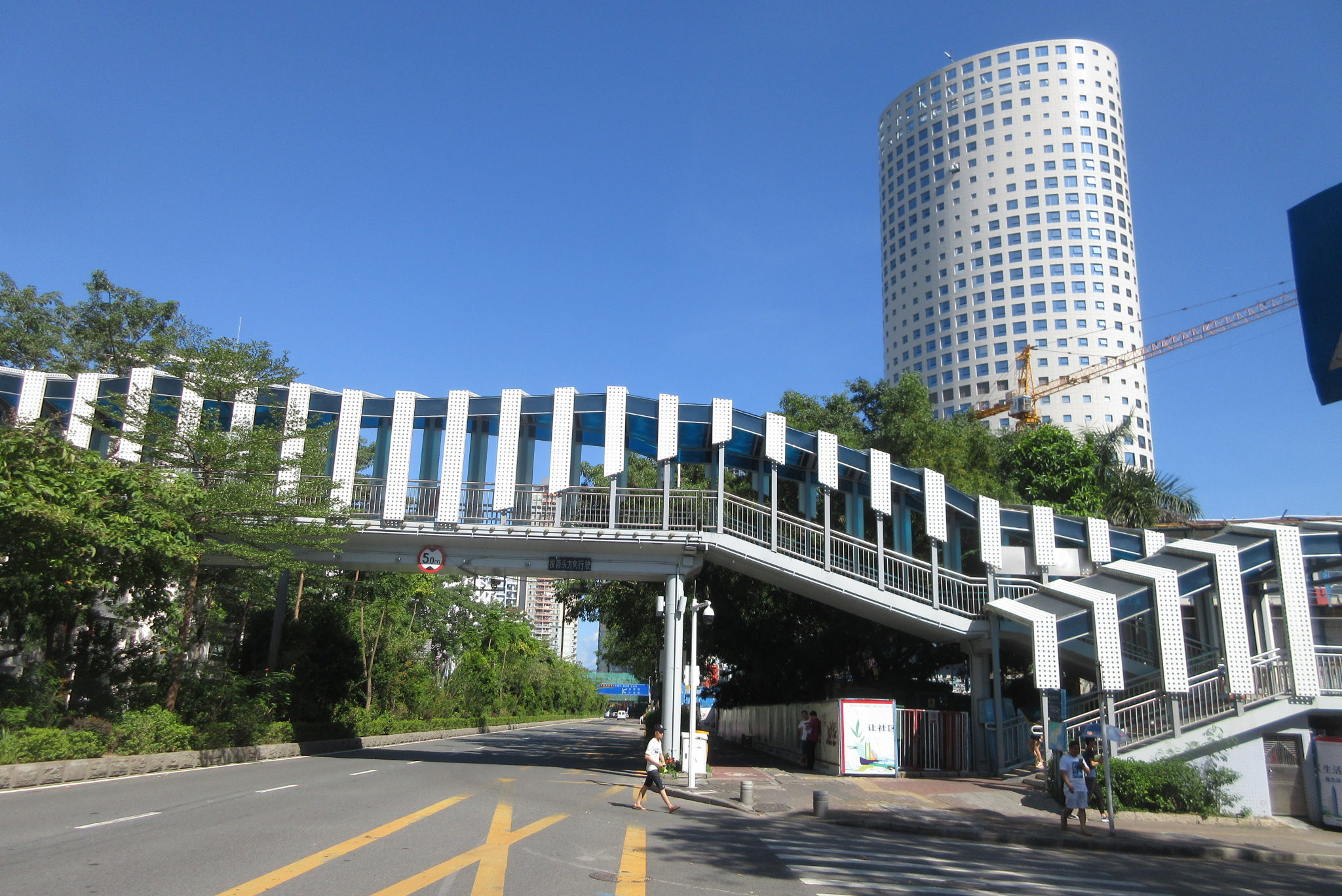
Переход через Шэньянь-роуд

Через территорию района пролегают скоростные автомагистрали Яньба (Лоху — Хойян), Лоша (Лоху — Шатоуцзяо), G25 (Чанчунь — Шэньчжэнь) и S202 (Лунган — Яньтянь). Основные развязки связывают эти магистрали с Яньтяньским портом. В Шатоуцзяо имеется автомобильный пропускной пункт на границе с Гонконгом. Имеется несколько больших автобусных станций и широкая сеть пассажирских внутригородских и междугородних автобусных маршрутов. В районе представлены все крупнейшие агрегаторы такси Шэньчжэня.

## Культура
В районе имеются Яньтяньский культурный центр, Яньтяньская библиотека, библиотека Шатоуцзяо, Яньтяньский архивный центр и исторический музей улицы Чун-Ин. 
В районе сохраняются традиции кантонской кухни и кухни хакка (в том числе локальные рецепты рыбы, тофу и рисового вина). Имеется улица морепродуктов (Yantian Seafood Street), известная своим рыбным рынком и ресторанами морепродуктов. В старых кварталах и деревнях сохранились древние рыбацкие обычаи и ритуалы (в том числе культ поклонения Мацзу и жертвоприношения предкам), свадебные церемонии, танец льва, танец тигра и танец рыбных фонарей, народные песни кантонцев, хакка и хуацяо.

## Наука и образование

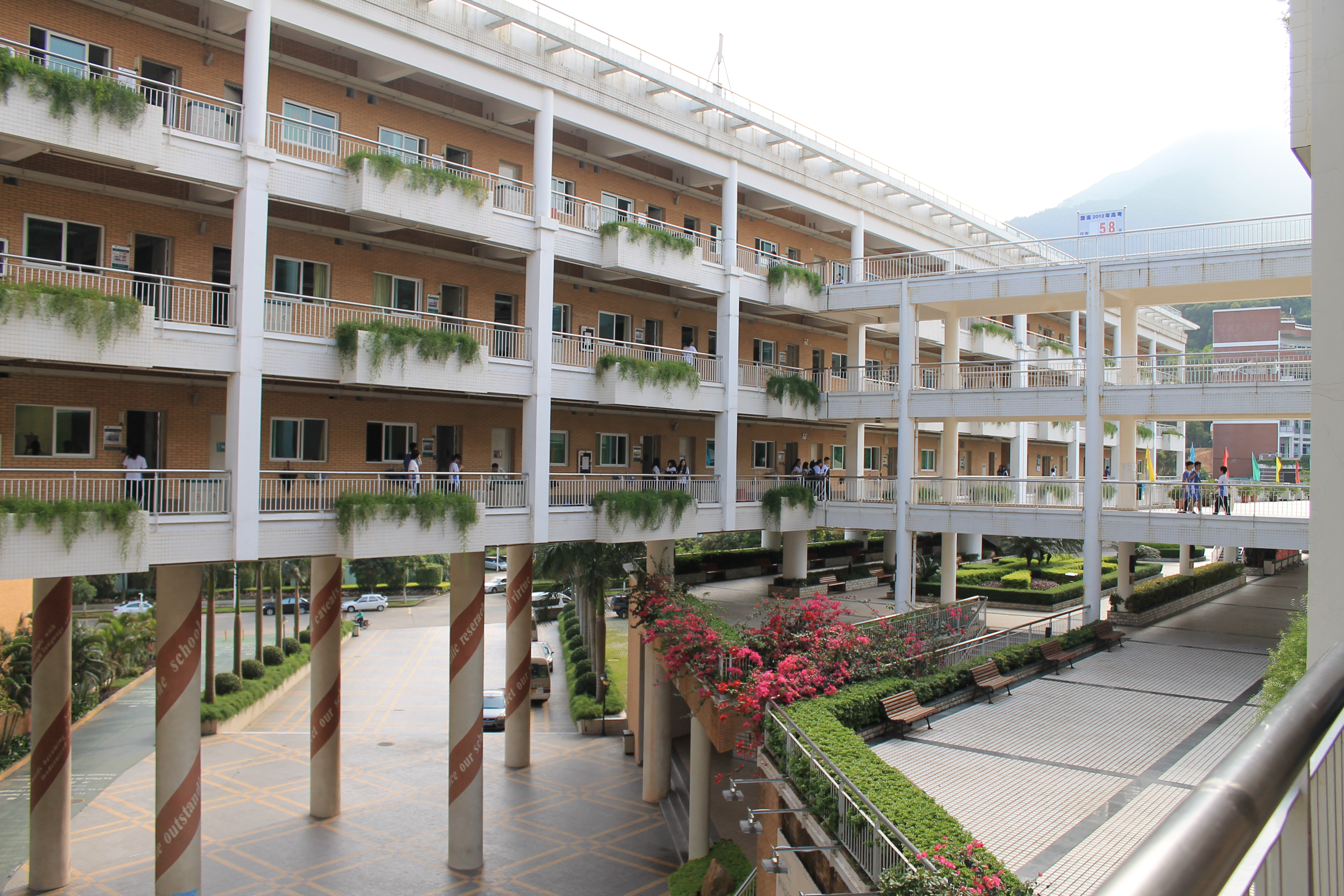
Шэньчжэньская школа иностранных языков

В 2019 году расходы на образование составили 16,7 % от общих расходов государственного бюджета, увеличившись на 27,2 %. В Яньтяне расположено несколько высших и средних учебных заведений: 
- Шатоуцзяоский колледж Шэньчжэньского университета радио и телевидения
- Кампус Шэньчжэньской школы иностранных языков
- Партийная школа Яньтяньского райкома КПК

## Здравоохранение
В 2019 году расходы на здравоохранение составили 8,7 % от общих расходов государственного бюджета. В районе расположено несколько крупных больниц и медицинских центров:
- Яньтяньская больница Южного научно-технологического университета
- Яньтяньская народная больница
- Яньтяньская больница матери и ребёнка
- Яньтяньский районный дом престарелых
- Больница Мэйша

## Спорт
В районе расположен Яньтяньский спортивный центр, Яньтяньский бассейн, Яньтяньские теннисные корты и гимназиум Шатоуцзяо. 

## Галерея

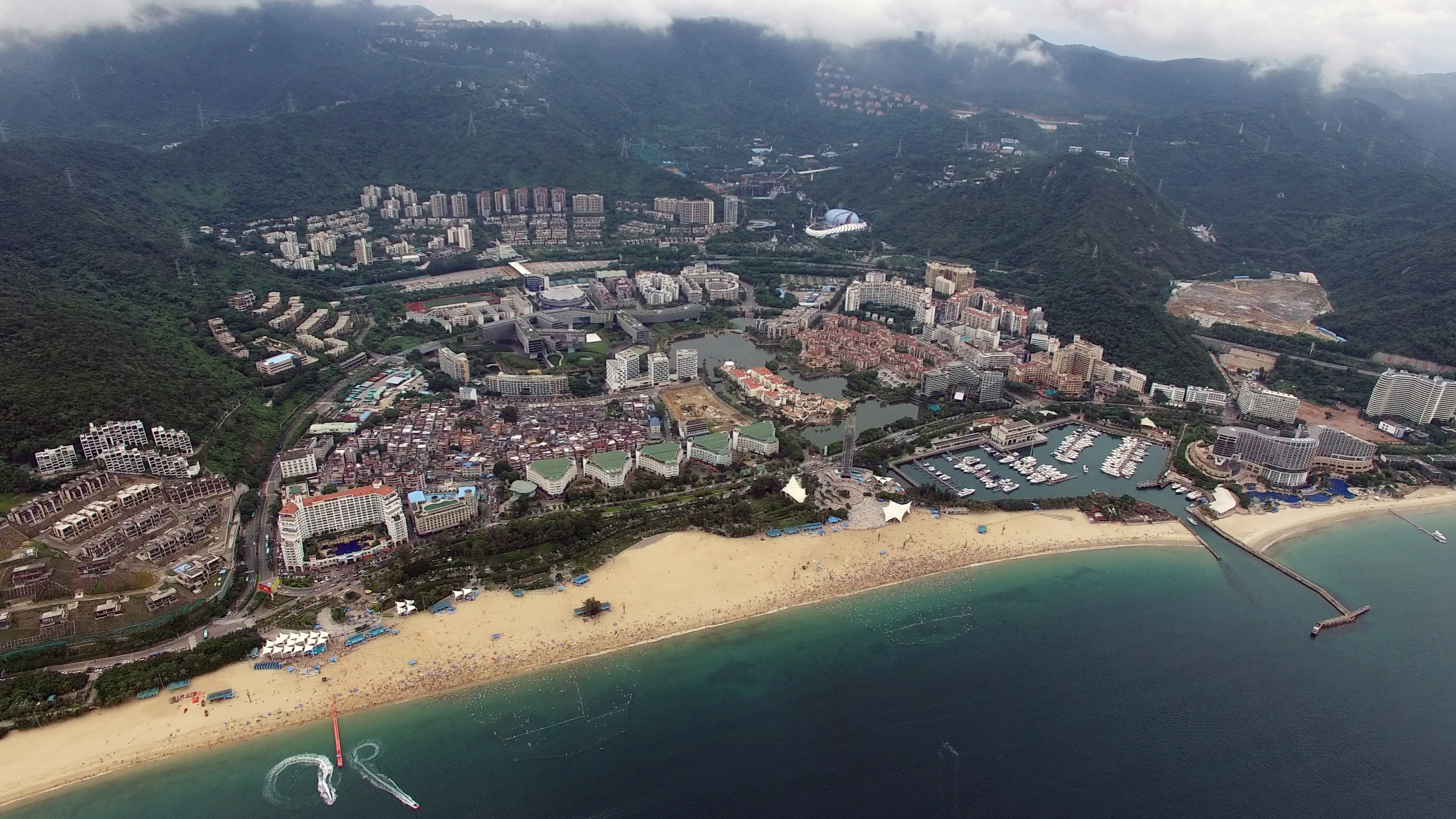
Дамэйша
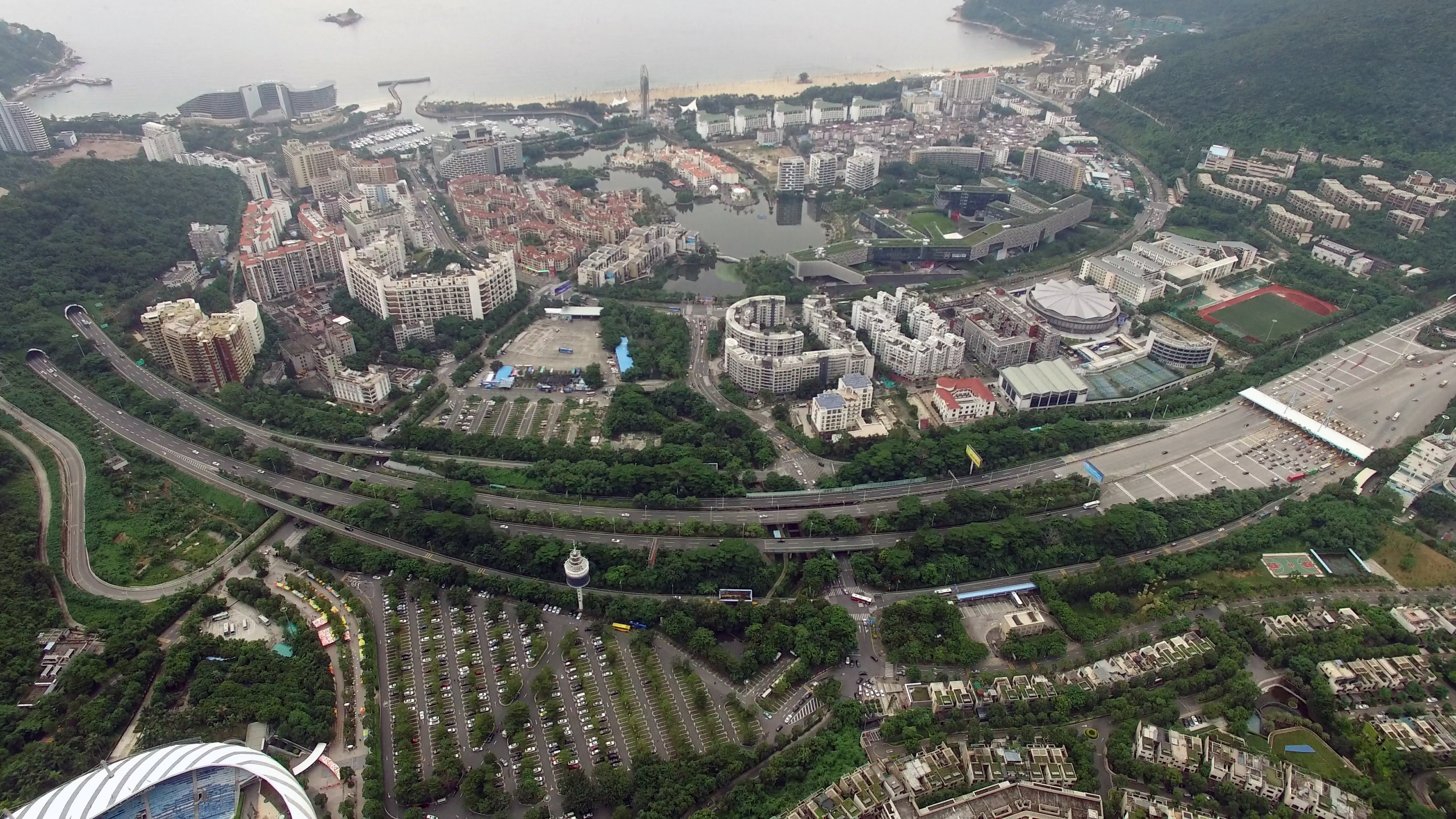
Дамэйша
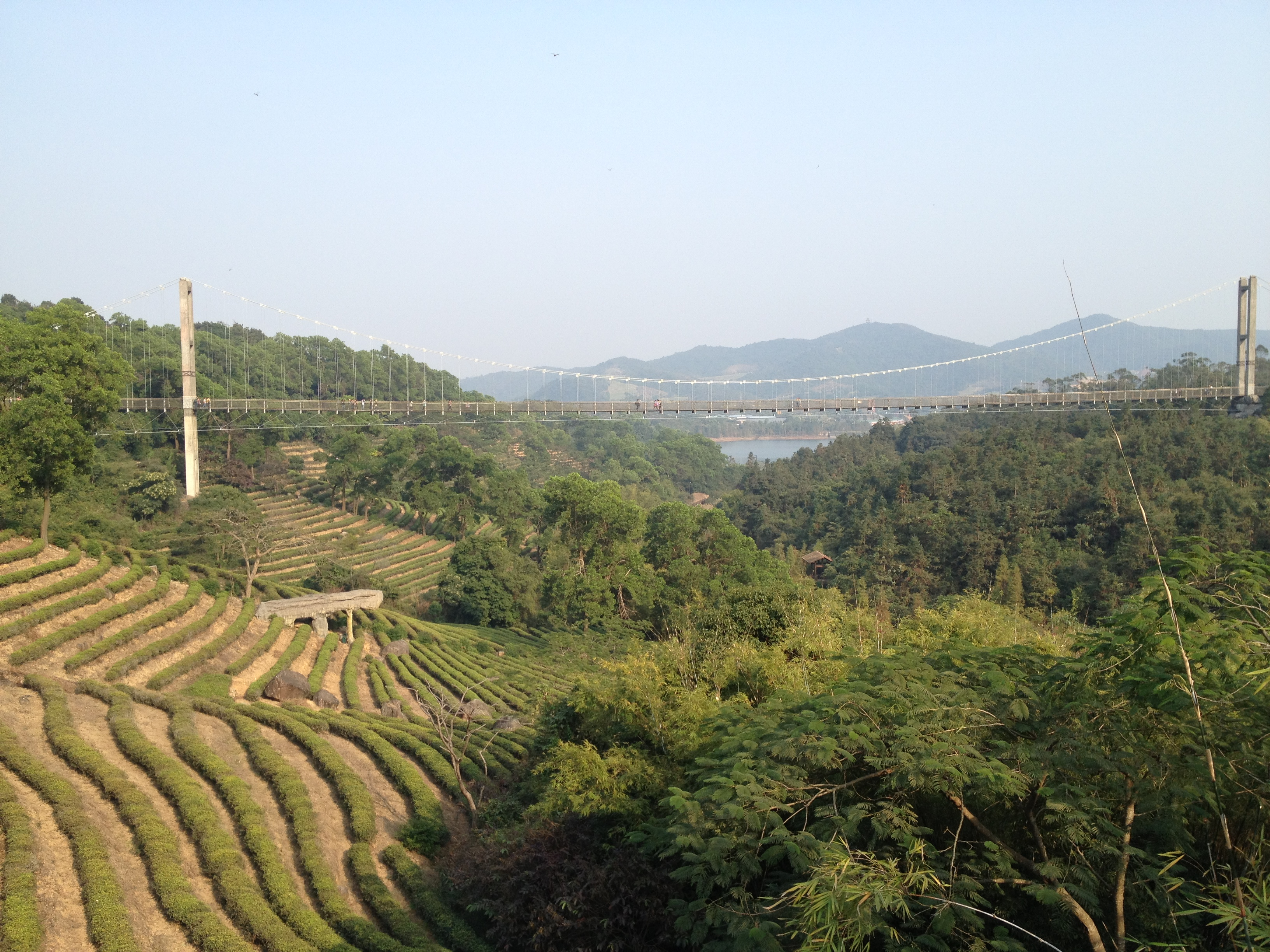
Парк OCT East
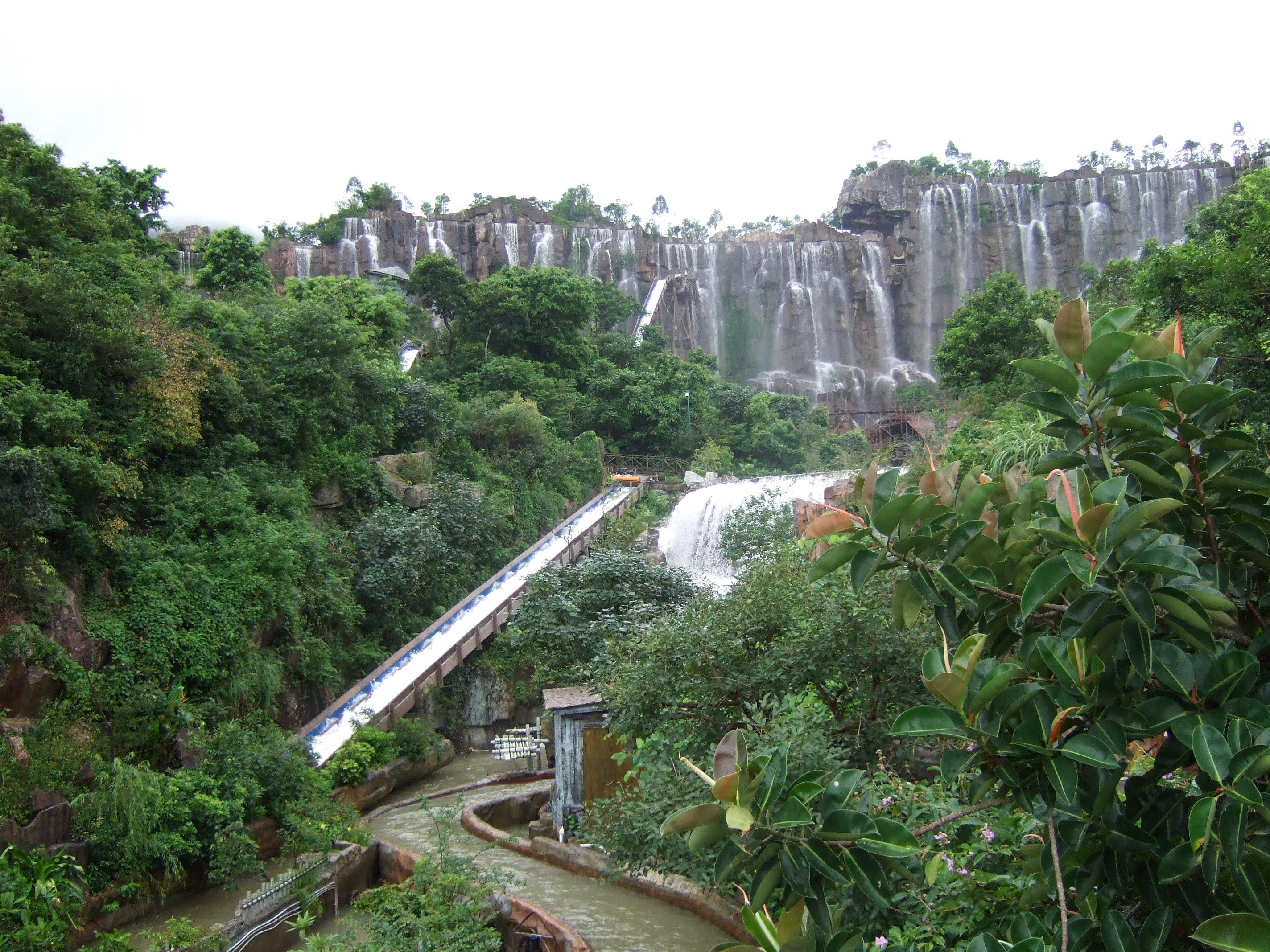
Парк OCT East
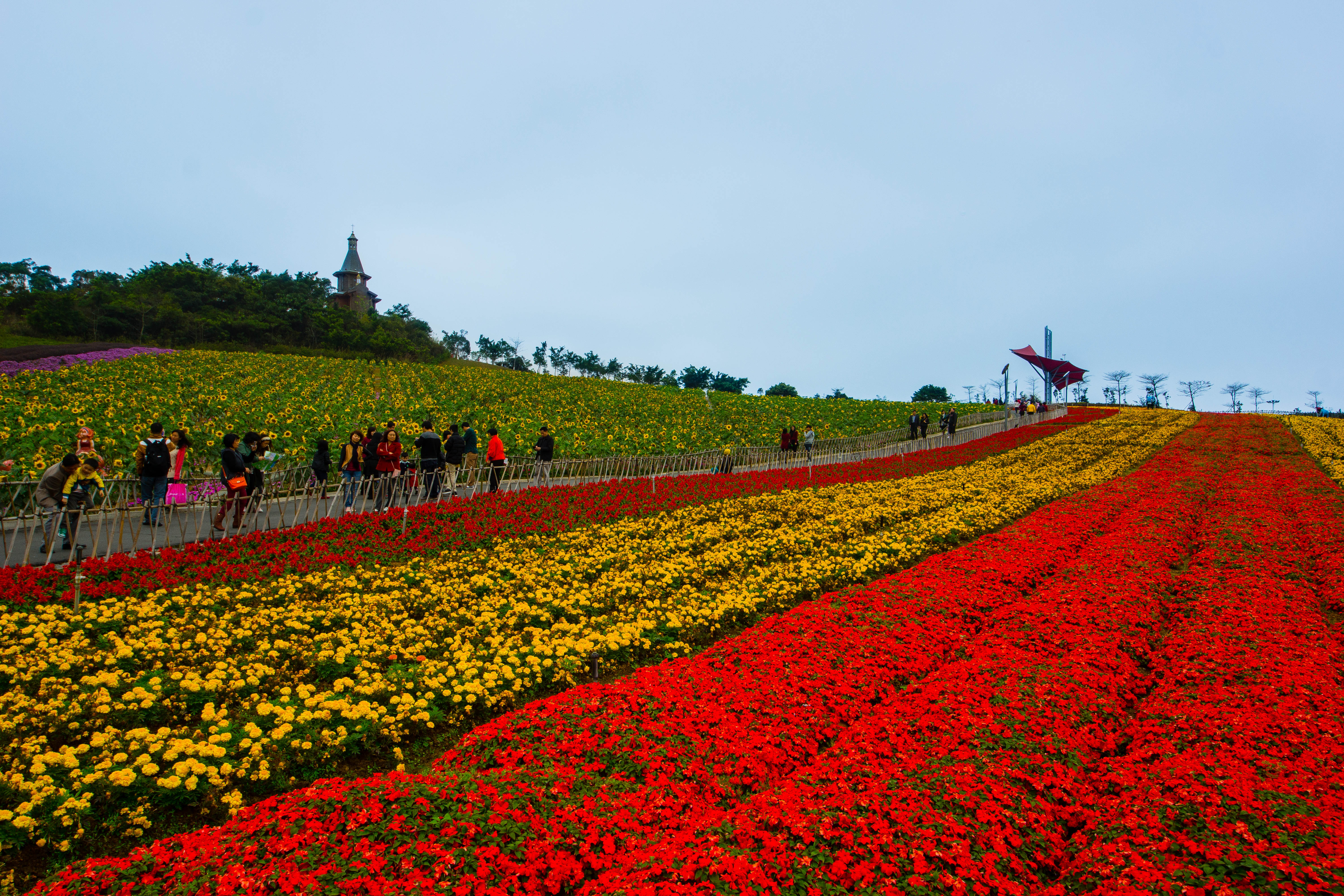
Парк OCT East

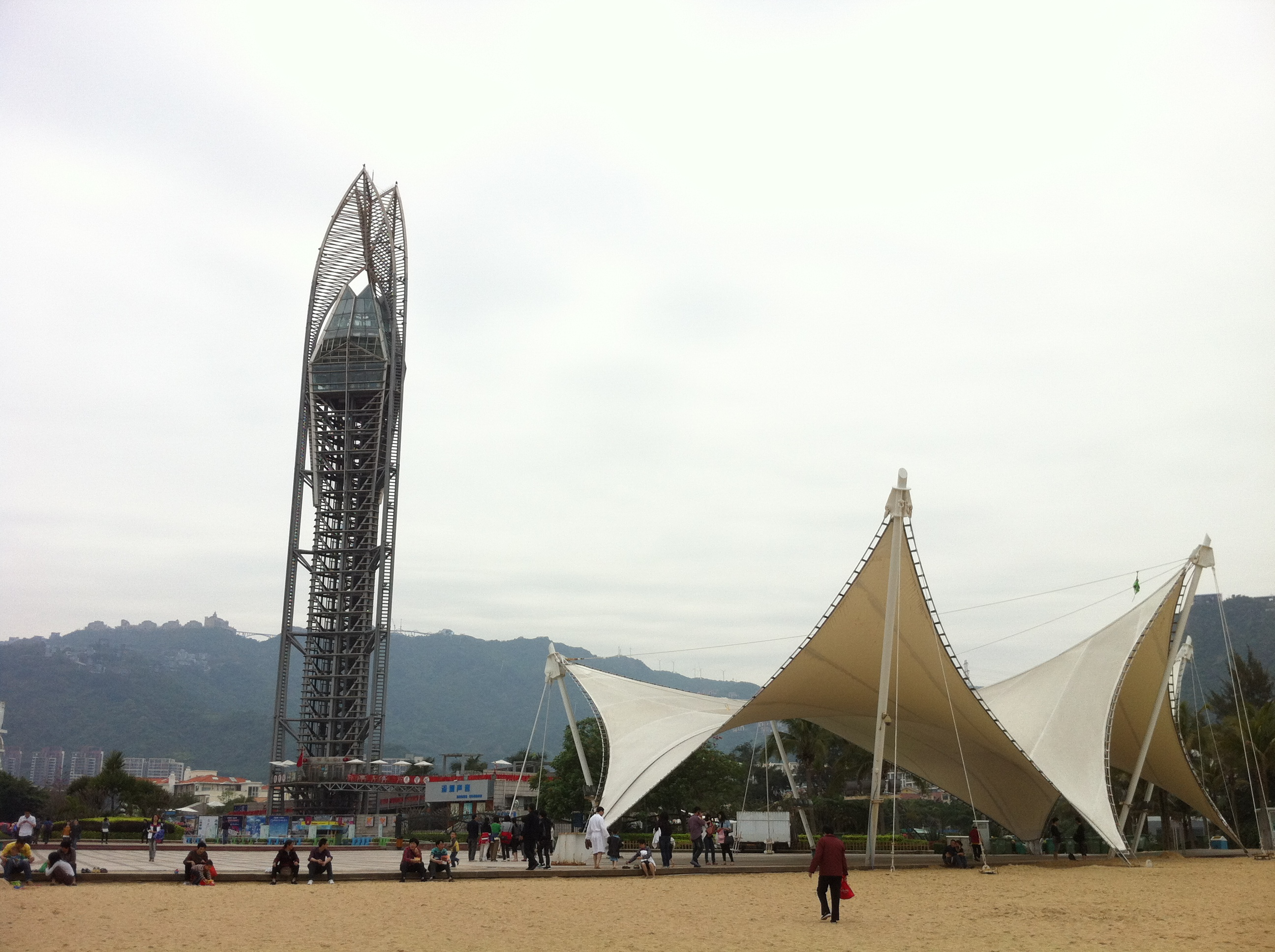
Дамэйша
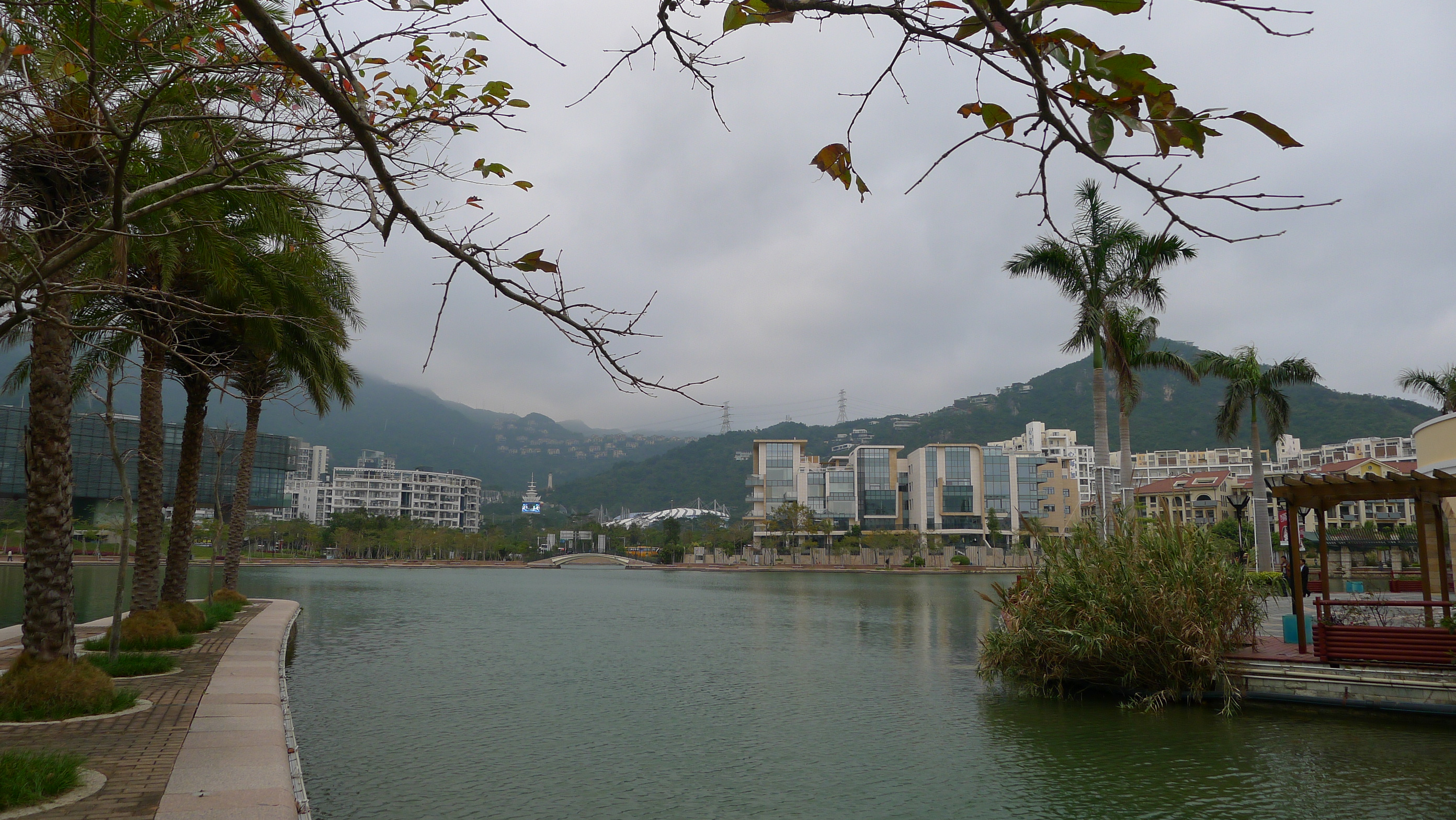
Дамэйша
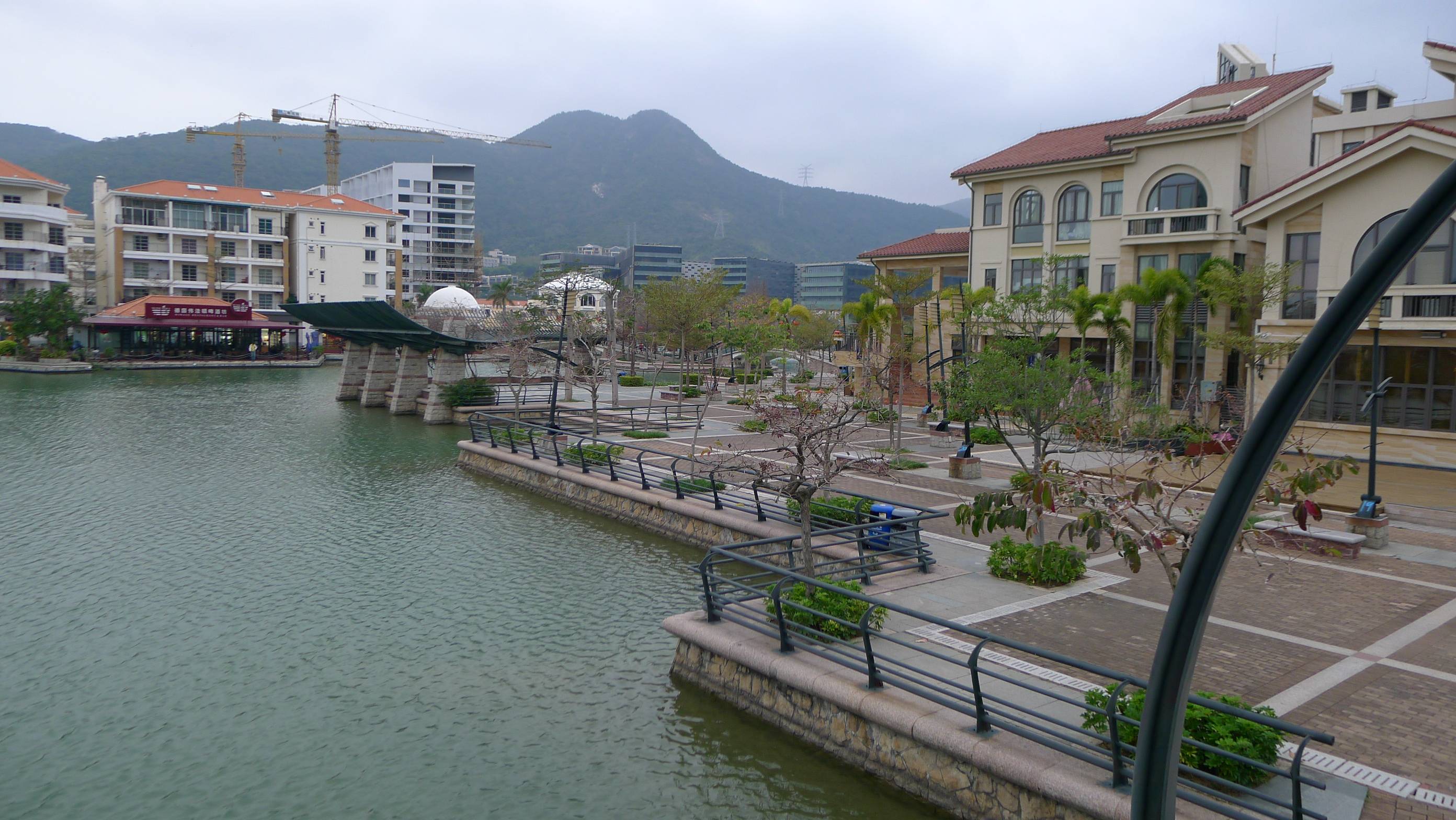
Дамэйша
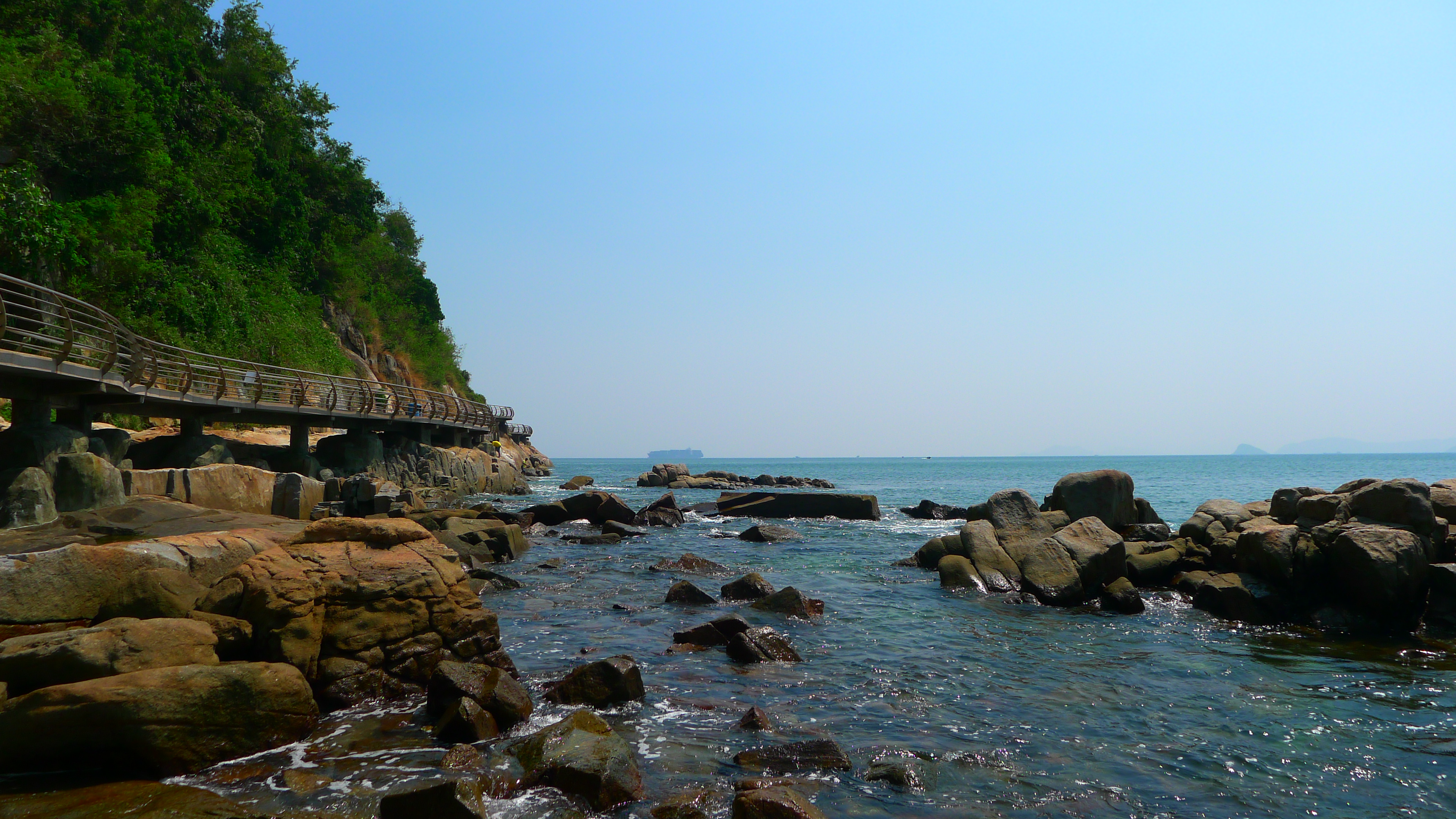
Побережье
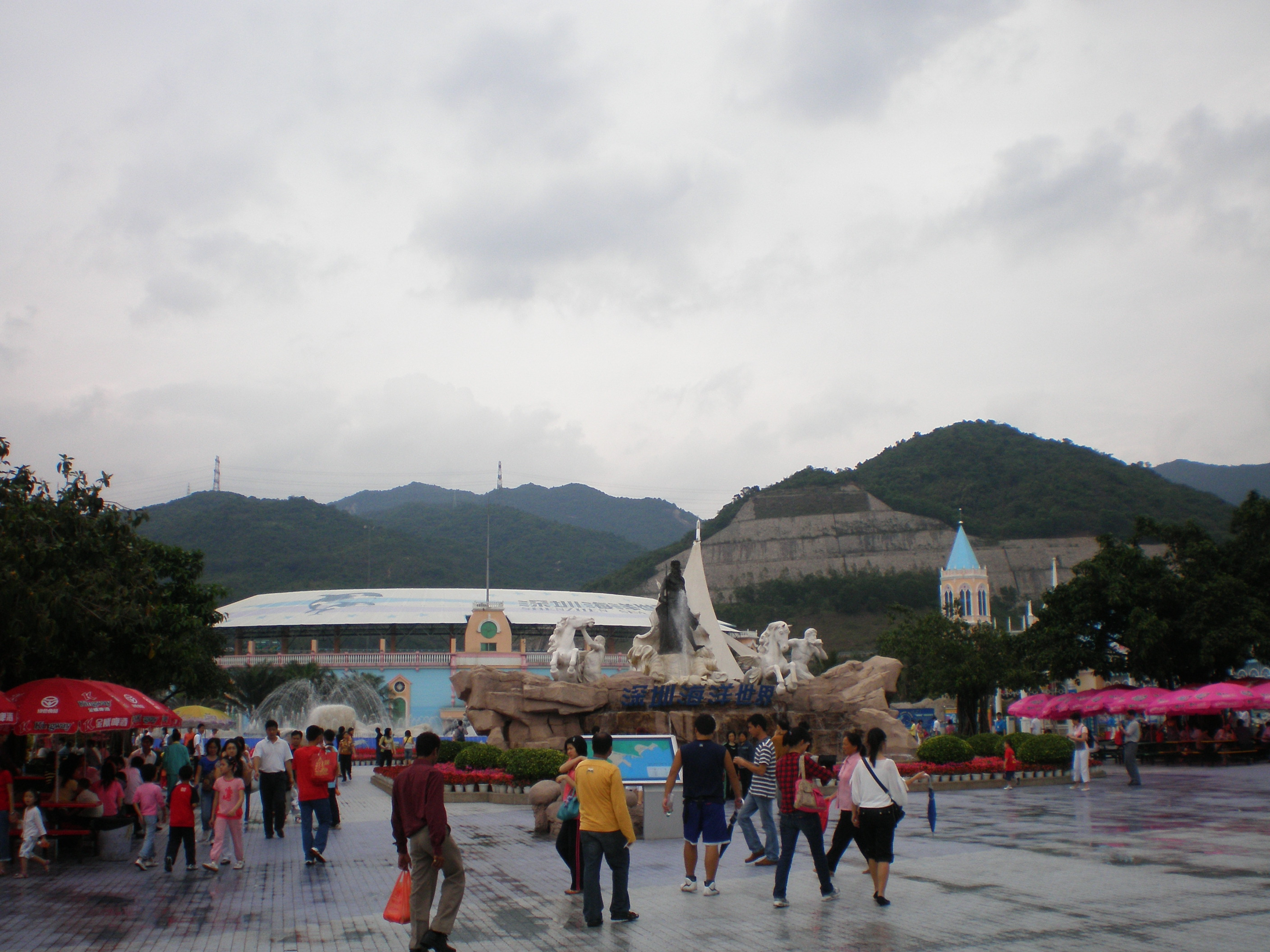
Shenzhen Ocean World